# Lista de personagens da série Teen Wolf
Teen Wolf é uma  série de televisão, produzida pela MTV cujo gênero é drama Terror que segue a vida de Scott McCall (interpretado por Tyler Posey), um estudante do ensino médio que é mordido por um lobisomem e tenta manter uma vida normal, e esconder sua vida secreta e lidar com os perigos sobrenaturais que afligem a cidade de Beacon Hills, com a ajuda de seu melhor amigo, Mieczyslaw "Stiles" Stilinski (Interpretado por Dylan O'Brien) e o misterioso lobisomem, Derek Hale (Tyler Hoechlin).
Os anúncios do elenco principal da série foram feitas em dezembro de 2010, com o elenco principal sendo: Tyler Posey, Crystal Reed, Tyler Hoechlin, Dylan O'Brien, Holland Roden e Colton Haynes. Haynes deixou a série após a segunda temporada para trabalhar na série Arrow. Reed deixou a série após a terceira temporada para trabalhar em outros projetos. Mais tarde, entraram para o elenco principal da série Shelley Hennig, Arden Cho, Cody Christian e Dylan Sprayberry. Tyler Hoechlin deixou a série após a quarta temporada. Em 11 de abril de 2016, Arden Cho anunciou que não irá voltar para a sexta e última temporada da série.

## Elenco
| Ator                 | Personagem                    | Temporadas   | Temporadas   | Temporadas   | Temporadas | Temporadas   | Temporadas   |
| Ator                 | Personagem                    | 1            | 2            | 3            | 4          | 5            | 6            |
| -------------------- | ----------------------------- | ------------ | ------------ | ------------ | ---------- | ------------ | ------------ |
| Tyler Posey          | Scott McCall                  | Principal    | Principal    | Principal    | Principal  | Principal    | Principal    |
| Crystal Reed         | Allison Argent                | Principal    | Principal    | Principal    |            | Participação |              |
| Dylan O'Brien        | Mieczysław "Stiles" Stilinski | Principal    | Principal    | Principal    | Principal  | Principal    | Recorrente   |
| Tyler Hoechlin       | Derek Hale                    | Principal    | Principal    | Principal    | Principal  |              | Participação |
| Holland Roden        | Lydia Martin                  | Principal    | Principal    | Principal    | Principal  | Principal    | Principal    |
| Colton Haynes        | Jackson Whittemore            | Principal    | Principal    |              |            |              | Participação |
| Shelley Hennig       | Malia Tate                    |              |              | Participação | Principal  | Principal    | Principal    |
| Arden Cho            | Kira Yukimura                 |              |              | Recorrente   | Principal  | Principal    |              |
| Dylan Sprayberry     | Liam Dunbar                   |              |              |              | Recorrente | Principal    | Principal    |
| Linden Ashby         | Xerife Noah Stilinski         | Recorrente   | Recorrente   | Recorrente   | Recorrente | Recorrente   | Principal    |
| Melissa Ponzio       | Melissa McCall                | Recorrente   | Recorrente   | Recorrente   | Recorrente | Recorrente   | Principal    |
| J. R. Bourne         | Chris Argent                  | Recorrente   | Recorrente   | Recorrente   | Recorrente | Recorrente   | Principal    |
| Elenco recorrente    |                               |              |              |              |            |              |              |
| Orny Adams           | Coach Robert "Bobby" Finstock | Recorrente   | Recorrente   | Recorrente   | Recorrente | Participação | Recorrente   |
| Seth Gilliam         | Dr. Alan Deaton               | Recorrente   | Recorrente   | Recorrente   | Recorrente | Recorrente   | Participação |
| Eaddy Mays           | Victoria Argent               | Recorrente   | Recorrente   | Participação |            |              |              |
| Keahu Kahuanui       | Danny Mahealani               | Recorrente   | Recorrente   | Recorrente   |            |              |              |
| Adam Fristoe         | Adrian Harris                 | Recorrente   | Recorrente   | Participação |            |              |              |
| Jill Wagner          | Kate Argent                   | Recorrente   |              | Participação | Recorrente |              | Participação |
| Ian Bohen            | Peter Hale                    | Recorrente   | Recorrente   | Recorrente   | Recorrente |              | Recorrente   |
| Susan Walters        | Natalie Martin                | Participação | Participação | Recorrente   | Recorrente | Recorrente   | Recorrente   |
| Stephen Lunsford     | Matt Daehler                  |              | Recorrente   |              |            |              |              |
| Michael Hogan        | Gerard Argent                 |              | Recorrente   | Recorrente   |            | Recorrente   | Recorrente   |
| Daniel Sharman       | Isaac Lahey                   |              | Recorrente   | Recorrente   |            |              |              |
| Gage Golightly       | Erica Reyes                   |              | Recorrente   | Participação |            |              |              |
| Sinqua Walls         | Vernon Boyd                   |              | Recorrente   | Recorrente   |            |              |              |
| Bianca Lawson        | Marin Morrell                 |              | Recorrente   | Recorrente   |            |              |              |
| Meagan Tandy         | Braeden                       |              |              | Recorrente   | Recorrente | Recorrente   |              |
| Charlie Carver       | Ethan Steiner                 |              |              | Recorrente   |            |              | Participação |
| Max Carver           | Aiden Steiner                 |              |              | Recorrente   |            | Participação |              |
| Haley Webb           | Jennifer Blake                |              |              | Recorrente   |            |              | Participação |
| Felisha Terrell      | Kali                          |              |              | Recorrente   |            |              |              |
| Brian Patrick Wade   | Ennis                         |              |              | Recorrente   |            |              |              |
| Gideon Emery         | Deucalion                     |              |              | Recorrente   |            | Recorrente   | Recorrente   |
| Adelaide Kane        | Cora Hale                     |              |              | Recorrente   |            |              |              |
| Matthew Del Negro    | Agente Rafael McCall          |              |              | Recorrente   | Recorrente |              | Participação |
| Ryan Kelley          | Jordan Parrish                |              |              | Recorrente   | Recorrente | Recorrente   | Recorrente   |
| Tamlyn Tomita        | Noshiko Yukimura              |              |              | Recorrente   | Recorrente | Recorrente   | Participação |
| Tom T. Choi          | Ken Yukimura                  |              |              | Recorrente   | Recorrente | Recorrente   |              |
| Aaron Hendry         | "Nogitsune"                   |              |              | Recorrente   |            |              |              |
| Maya Eshet           | Meredith Walker               |              |              | Participação | Recorrente | Recorrente   |              |
| Khylin Rhambo        | Mason Hewitt                  |              |              |              | Recorrente | Recorrente   | Recorrente   |
| Cody Saintgnue       | Brett Talbot                  |              |              |              | Recorrente | Recorrente   | Participação |
| Claire Bryétt Andrew | Sydney                        |              |              |              | Recorrente | Recorrente   | Participação |
| Cody Christian       | Theodore "Theo" Raeken        |              |              |              |            | Recorrente   | Recorrente   |
| Victoria Moroles     | Hayden Romero                 |              |              |              |            | Recorrente   | Recorrente   |
| Michael Johnston     | Corey Bryant                  |              |              |              |            | Recorrente   | Recorrente   |
| Kelsey Chow          | Tracy Stewart                 |              |              |              |            | Recorrente   |              |
| Henry Zaga           | Josh Diaz                     |              |              |              |            | Recorrente   |              |
| Marisol Nichols      | Corinne / "Loba do Deserto"   |              |              |              |            | Recorrente   |              |
| Joey Honsa           | Claudia Stilinski             |              |              |              |            | Participação | Recorrente   |
| Alisha Boe           | Gwen                          |              |              |              |            |              | Recorrente   |
| Pete Ploszek         | Garrett Douglas               |              |              |              |            |              |              |
| Gabrielle Elyse      | Jayden                        |              |              |              |            |              | Recorrente   |
| Ross Butler          | Nathan Pierce                 |              |              |              |            |              | Recorrente   |
| Sibongile Mlambo     | Tamora Monroe                 |              |              |              |            |              | Recurring    |
| Froy Gutierrez       | Nolan Holloway                |              |              |              |            |              | Recorrente   |
| Andrew Matarazzo     | Gabe                          |              |              |              |            |              | Recorrente   |

1.↑ Creditado como principal na primeira metade da sexta temporada, e convidado na segunda parte.

## Aparições
| Ator             | Personagens        | Temporadas | Temporadas | Temporadas | Temporadas | Temporadas | Temporadas | Total |
| Ator             | Personagens        | 1          | 2          | 3          | 4          | 5          | 6          | Total |
| ---------------- | ------------------ | ---------- | ---------- | ---------- | ---------- | ---------- | ---------- | ----- |
| Tyler Posey      | Scott McCall       | 12         | 12         | 24         | 12         | 20         | 20         | 100   |
| Holland Roden    | Lydia Martin       | 12         | 10         | 20         | 12         | 20         | 20         | 94    |
| Dylan O'Brien    | Stiles Stilinski   | 12         | 12         | 24         | 12         | 20         | 5          | 85    |
| Tyler Hoechlin   | Derek Hale         | 11         | 12         | 24         | 12         | -          | 2          | 61    |
| Crystal Reed     | Allison Argent     | 12         | 12         | 23         | -          | 1          | -          | 48    |
| Colton Haynes    | Jackson Whittemore | 12         | 12         | -          | -          | -          | 2          | 26    |
| Arden Cho        | Kira Yukimura      | -          | -          | 12         | 10         | 16         | -          | 38    |
| Shelley Hennig   | Malia Tate         | -          | -          | 3          | 12         | 20         | 20         | 55    |
| Dylan Sprayberry | Liam Dunbar        | -          | -          | -          | 9          | 19         | 19         | 47    |
| Recorrentes      |                    |            |            |            |            |            |            |       |
| Keahu Kahuanui   | Danny Mahealani    | 7          | 7          | 13         | -          | -          | -          | 27    |
| Sinqua Walls     | Vernon Boyd        | -          | 7          | 8          | -          | -          | -          | 15    |
| Gage Golightly   | Erica Reyes        | -          | 8          | 3          | -          | -          | -          | 11    |
| Charlie Carver   | Ethan Steiner      | -          | 1          | 19         | -          | -          | 3          | 23    |
| Max Carver       | Aiden Steiner      | -          | 1          | 19         | -          | 1          | -          | 21    |
| Haley Webb       | Jennifer Blake     | -          | -          | 10         | -          | -          | 1          | 11    |

## Personagens principais

### Scott McCall

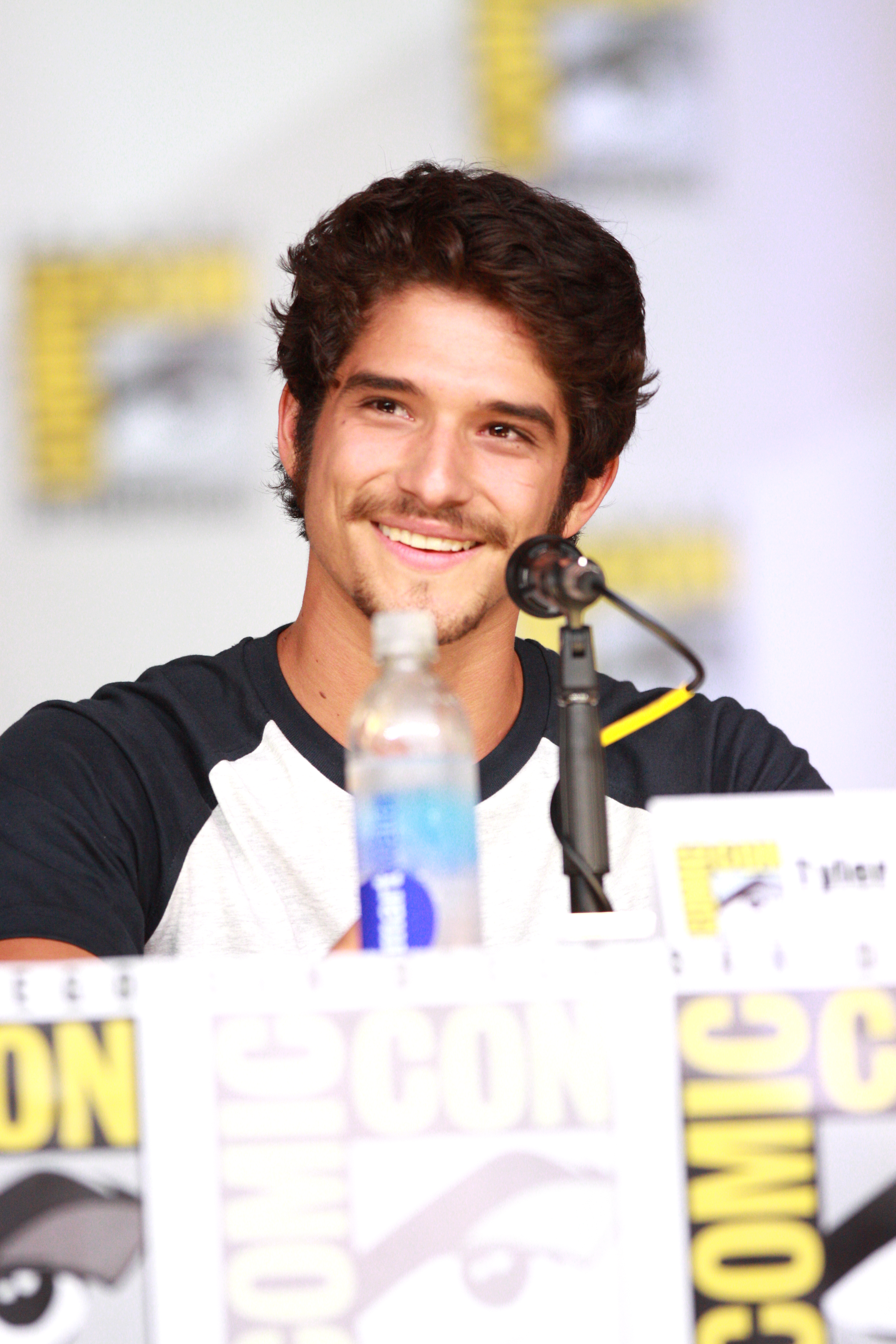
Tyler Posey interpreta Scott McCall.

Scott Gregório McCall é o protagonista principal da série interpretado pelo ator Tyler Posey. Após ser mordido por uma criatura na floresta, Peter Hale, ele acaba se transformando-se em um Lobisomem. Usando suas novas habilidades sobrenaturais, torna-se o co-capitão do time de lacrosse do colégio. Ele se apaixona por Allison Argent, que mais tarde descobre ser parte de uma antiga família de caçadores. Originalmente, vendo suas novas habilidades como uma maldição, Scott desejava encontrar uma cura, mas até o final da 2.ª temporada, ele aceitou as habilidades como um presente. Depois que Jackson, o co-capitão do time, se mudou para Londres  (no fim da segunda temporada), Scott se torna, portanto,o capitão do time de lacrosse do colégio.
Scott é extremamente protetor de seus entes queridos, particularmente Allison, que ele considera tanto a sua maior força e sua maior fraqueza (sua âncora), e sua mãe, Melissa. Ele voluntariamente arrisca sua própria vida para proteger as pessoas próximas a ele, assim como qualquer pessoa que considere inocente, e tenta equilibrar as relações que ele compartilha com aqueles que o rodeiam com a sua vida dupla e dos perigos que ela apresenta. Scott mora com a mãe, que trabalha como enfermeira do hospital, seu pai esteve fora por um tempo, (mas acabou voltando na 3° Temporada). Mas isso não o incomoda Scott e sua mãe, ambos os quais se contentam com apenas um ao outro. Scott está mais próximo de seu melhor amigo, Stiles. No início da 3.ª temporada, Scott é um lobisomem Beta. No entanto, quando tenta salvar Deaton de ser mais um sacrifício do Darach, concluiu-se que Scott tem o potencial latente de um Alfa. No episódio, "Currents", é confirmado pelo médico Deaton que Scott tornou-se um "verdadeiro Alfa", o que significa que ele é um lobisomem raro que tornou-se um Alpha por caráter e força de vontade, e não por roubar o poder de outro. Doutor Deaton também confirmou que Deucalion não está atrás de Derek, como todos pensavam, mas ele está, de fato, atrás de Scott por causa de seu poder raro. Na 3B Scott conhece Kira uma garota tímida cuja criatura é uma kitsune que se torna a sua segunda namorada, apó Alisson morrer. No final da 3B tem a chocante morte de Allison pelo um Oni, Scott fica arrasado. Na 4.ª temporada Scott e o bando tem que enfrentar a lista de alvos e o Benfeitor que rouba todo o dinheiro de Peter Hale e paga por assassinos profissionais para matar todo ser sobrenatural de Beacon Hills. Na 5.ª temporada, Scott tem que lidar com os Dread Doctors e ainda surge a aparição de Theo, um adolescente que estudou  com Scott e Stiles na 4 Série, e volta para Beacon Hills para entrar no Bando de Scott e que tem um caráter muito duvidoso. Na 6A, seu melhor amigo Stiles Stilinski, é pego pela caçada selvagem, fazendo o mesmo ser esquecido, enfrentando muitos desafios para recuperar a memória, ele consegue lembrar de Stiles. Enquanto na 6B, Scott enfrenta Gerard (o avô da Allison, que apareceu na segunda temporada), e o seu bando de caçadores, ao mesmo tempo lida com um relacionamento em potencial com Malia, e com a cidade sendo tomadas pelos caçadores, só resta para Scott enfrentar Gerard e os caçadores para salvar a cidade.
Lista de Beijos: Alisson Argent, Lydia Martin, Kira Yukimura, Malia Tate.
"Teen Wolf: The Hunt", de Teen Wolf inspirou um jogo de rede social para o Facebook, afirma que Scott nasceu em 23 de agosto. Ele gosta de guitarras, filmes de terror, e de skate, e é um fã de  The Black Lips, Kids of 88, Blink-182, e Lost in Kostko (banda de Tyler Posey na vida real, em que ele toca guitarra e canta).

### Stiles Stilinski

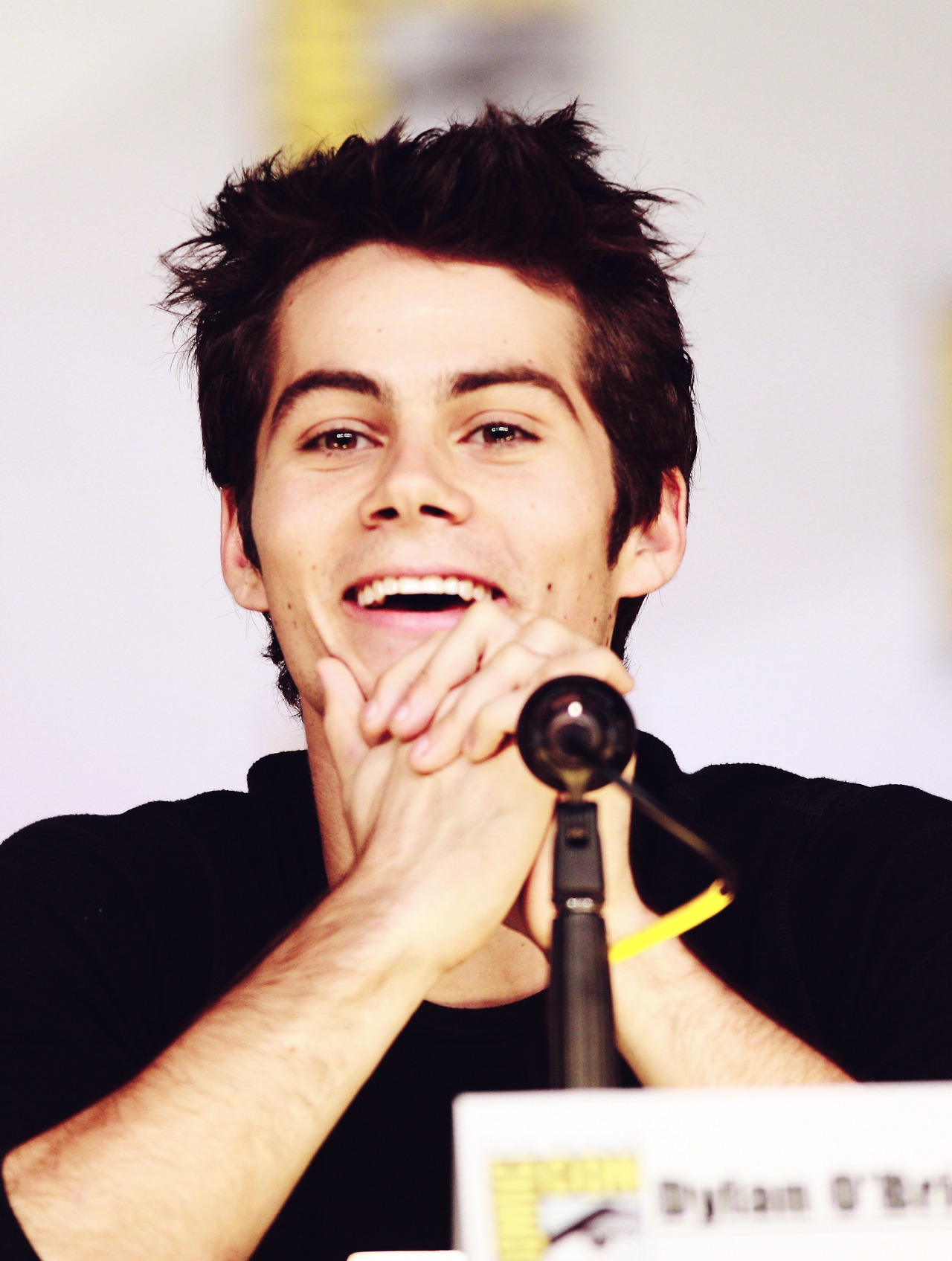
Dylan O'Brien interpreta Mieczyslaw "Stiles" Stilinski.

Mieczyslaw "Stiles" Stilinski é de longa data o melhor amigo de infância de Scott e o alívio cômico da série. Interpretado por Dylan O'Brien, é mostrado como inteligente, se não um pouco impraticável sobre as coisas, curioso para seu próprio bem, e cuidadoso com uma natureza sarcástica. A série faz alusão a ele ter déficit de atenção e hiperatividade através de referências ao uso de Adderall do mesmo, que utiliza de gestos e movimentos de mãos frequentes. Stiles fornece alívio cômico para os eventos de outra forma dramática que o atormentam e Scott. Sua vontade de ajudar e de sua natureza bondosa, muitas vezes o coloca em situações perigosas.
Stiles tem um amor intenso e obsessivo, mas não correspondido por Lydia Martin, depois de ter abrigado uma queda por ela "desde o terceira - maldita - série". Stiles também compartilha uma relação muito estreita com seu pai, o xerife Stilinski, sua mãe morreu quando ele era um garotinho, de uma doença mental chamada demência frontotemporal, a qual não tem cura e atinge apenas adolescentes e jovens. O mesmo se mostra inseguro sobre a morte de sua mãe, pois se considera culpado pelo ocorrido já que estava presente no exato momento em que sua mãe faleceu. Ele gostaria de poder ajudar e proteger seu pai, de alguma forma,  mas sente-se inútil  por não ter poderes sobrenaturais. "Stiles" não é o primeiro nome dele, o criador Jeff Davis declarou que o verdadeiro nome de Stiles só seria revelado na última temporada. No episódio 08 da última temporada da série (sexta), descobrimos que seu primeiro nome é Mieczyslaw, sendo um nome polonês, dado a ele por causa de seu avô materno cujo nome é o mesmo, assim como o apelido "Stiles" o qual foi recebido originalmente por se avô nos seus anos de guerra. Na 3.ª temporada, Stiles é mostrado trabalhando com Lydia para descobrir quem é o culpado por trás dos sacrifícios misteriosos acontecendo em Beacon Hills. Ainda nesta temporada, o rapaz ajuda Scott a re-transformar Malia em humana, uma were-coiote que apos um acidente de carro, fugiu para a floresta e ficou anos vivendo na sua versão coiote,  Após ser diagnosticado com a mesma doença de sua mãe, Stiles pede para ser internado no manicômio da cidade, também chamado de Eichen House, onde re-encontra Malia e os dois se aproximam, dias depois Malia e Stiles tem sua primeira vez e começam a ter um relacionamento amoroso.
Stiles quando pequeno não conseguia dizer sem próprio nome, então ele se chamava de Mischief, pois era o mais próximo do seu nome que ele conseguia dizer, porém seu apelido sempre foi Stiles, também por causa de seu avô.
Lista de Beijos: Heather (3x02), Cora Hale (3x10), Kaitlyn (3x16), Lydia Martin e Malia Tate.

### Lydia Martin

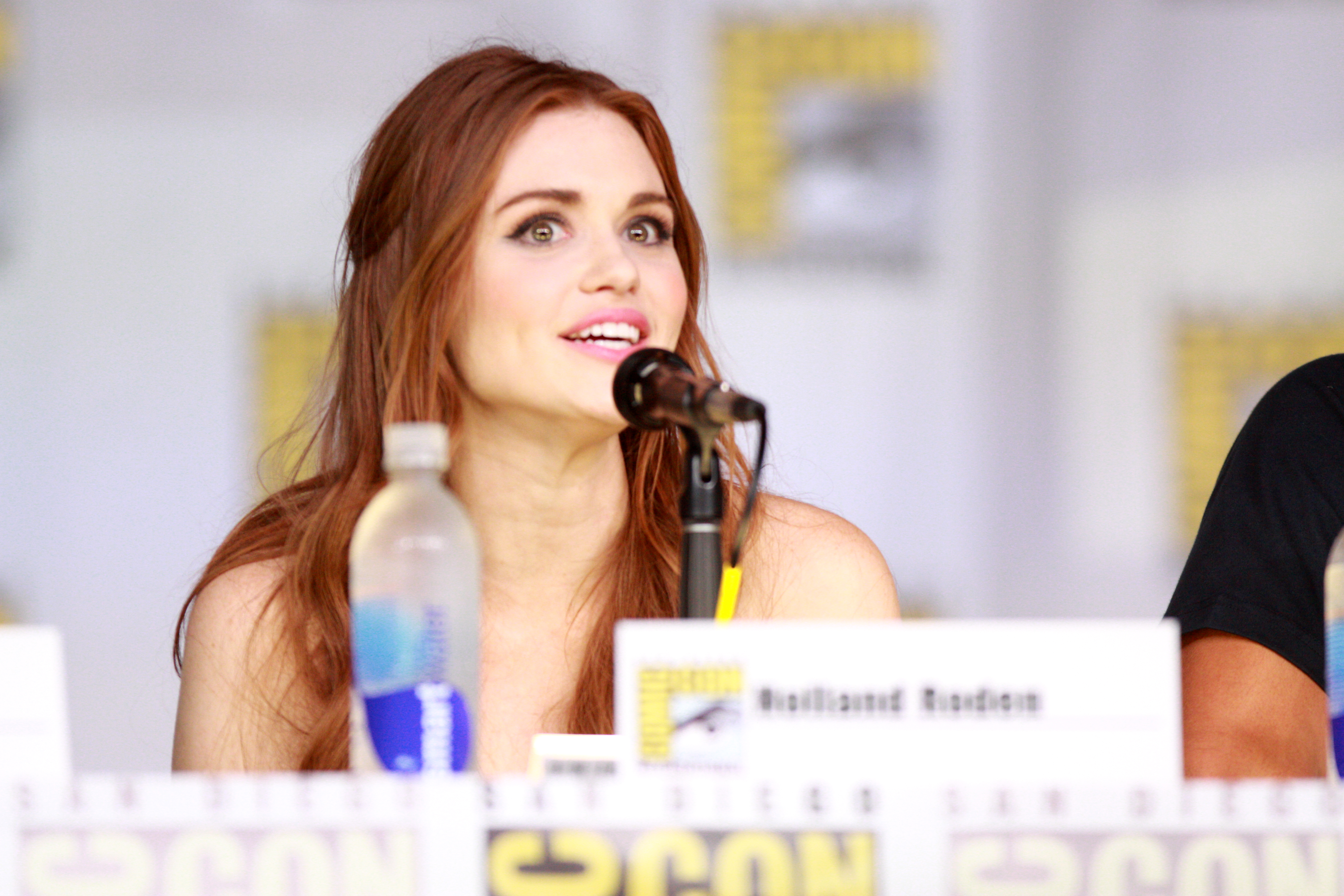
Holland Roden interpreta Lydia Martin.

Lydia Camille-Grace Martin é a estudante mais popular da Beacon Hills High. Lydia à primeira vista parece ser uma menina superficial, mas na realidade ela é surpreendentemente carinhosa, especialmente sobre seus amigos, e extremamente inteligente, excelente em matemática e ciências. Ela está bem consciente dos sentimentos de Stiles por ela, mas não retribui. Ela mostra sua natureza morna no primeiro episódio, confraternizando com Allison em seu primeiro dia na escola. Seu interesse amoroso é Jackson Whittemore embora na primeira temporada, ela deixa claro que sai com ele apenas por seu alto status social, e mais tarde revelou que ela se preocupa mais com ele do que ela deixa transparecer e pode até ser apaixonada por ele . Os dois compartilham uma relação conflituosa.
No final da 1.ª temporada, Lydia é mordida pelo Alfa Peter Hale, mas não morreu. Em vez disso, ela revela-se imune. Isso vai contra ela na 2.ª temporada, quando Peter Hale usa sua imunidade para voltar à vida. No início da 2.ª temporada Lydia imagina um braço a puxando na banheira, escapa do hospital e corre  nua na floresta por 2 dias. Devido ao seu estranho comportamento, pensavam  que  Lydia era o Kanima, depois foi revelado que, na verdade, o Kanima era o Jackson. No final da 2.ª temporada, Lydia enfrenta o Kanima e com sucesso persuade-lo para transformar de novo em Jackson, segurando a chave da casa de Jackson que ele havia lhe dado quando eles estavam juntos. Quando Jackson pergunta se ela ainda o ama, ela responde que sim. Na 3.ª temporada, Lydia está tentando superar o fim do seu relacionamento com Jackson, que foi transferido para Londres por seu pai, e está à procura de um novo namorado. Ela trabalha com Stiles, a fim de descobrir o culpado por trás dos sacrifícios misteriosos acontecendo na cidade e tem interesse em Aiden, um membro do bando Alpha. No episódio  "The Girl Who Knew Too Much", é revelado que a causa de suas habilidades sobrenaturais misteriosos decorre do fato de que ela é realmente uma Banshee. Na quarta  temporada Lydia e Stiles descobrem  que o benfeitor  é  Meredith.
Na quinta  temporada  Lydia ajuda Parrish a descobrir  que ser sobrenatural  que ele é. Ela  também  lê  um livro  dos Dread Doctors e começa a se lembrar o que eles fizeram com ela, após ser presa na Eichen House, Scott , Stiles, Kira, Malia, Liam, Parrish, Theo e seu bando ajudam Lydia a fugir.
```
Na sexta temporada, Lydia é a única que acredita que Stiles realmente existe, depois dos caçadores fantasmas o levarem, sendo ela a última a vê-lo.Lydia percebe então que o ama e eles começam a namorar.
```

Banshee: As Banshee provêm da família das fadas, e é a forma mais obscura delas. Quando alguém avistava uma Banshee sabia logo que seu fim estava próximo: os dias restantes de sua vida podiam ser contados pelos gritos da Banshee: cada grito era um dia de vida e, se apenas um grito fosse ouvido, naquela mesma noite estaria morto. Ou seja, banshees são seres sobrenaturais que preveem a morte.
Lydia nasceu em 23 de março. Ela gosta de  Mu Alpha Theta, Patinação artística no gelo, e astrofísica, e é fã de Madonna, Calvin Harris, Kids of 88, Musa, e Katerina Graham.

### Derek Hale

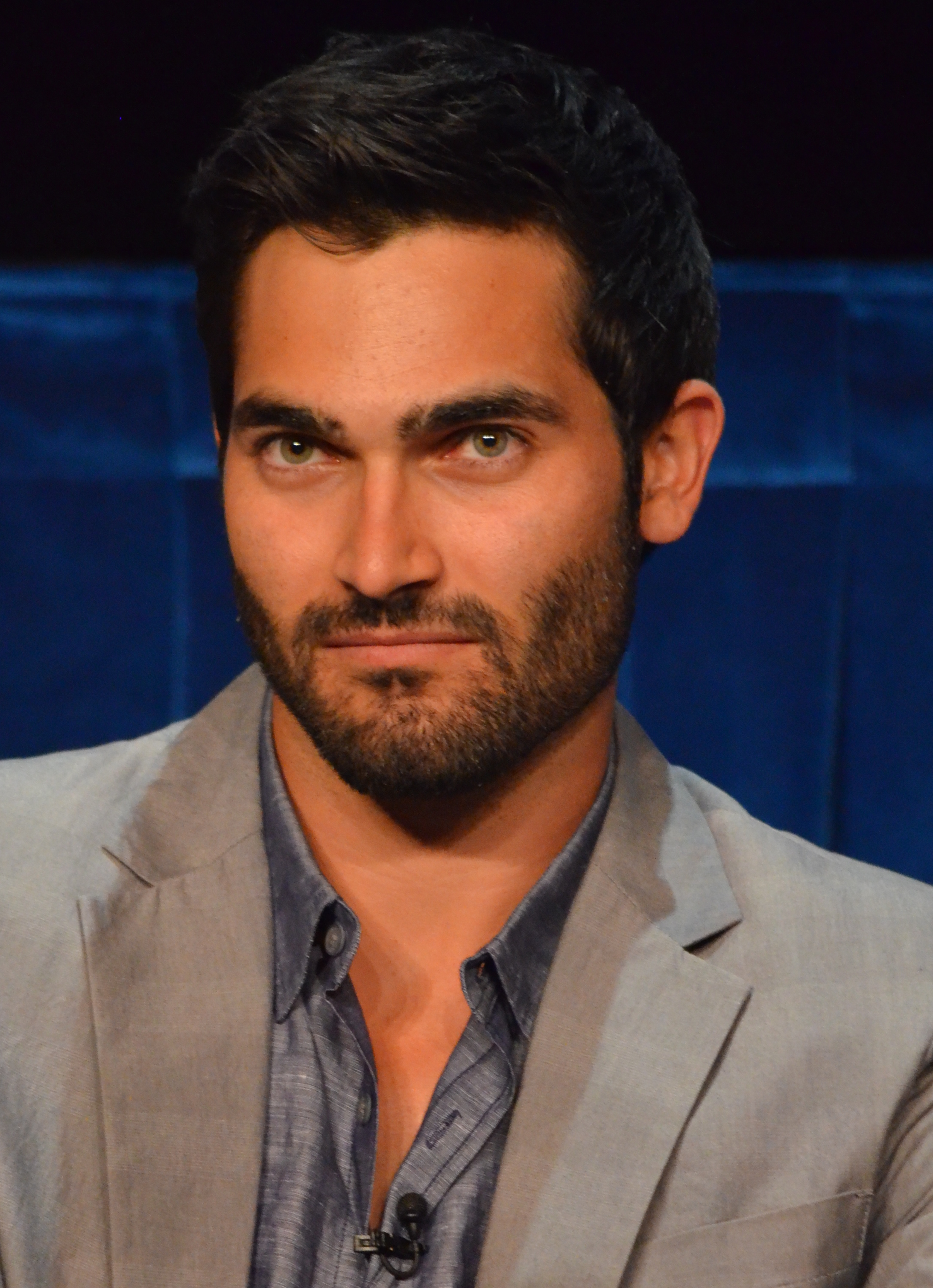
Tyler Hoechlin interpreta Derek Hale.

Derek Hale é um lobisomem pela genética licantropia, transmitida através de sua linhagem familiar. Quando ele tinha 15 anos, ele se apaixonou por uma garota chamada Paige. Querendo ficar com ela para sempre, Peter o convenceu de transformá-la em um lobisomem. Ele pediu para Ennis, um lobisomem Alfa, para dar-lhe "a mordida". Depois de Ennis morde-la, Derek, ouviu gritos dolorosos de Paige, atacou Ennis e percebeu que era tarde demais para salvá-la. Sabendo que ela iria morrer em vez de se transformar, Derek infelizmente quebra a espinha dela para acabar com seu sofrimento. A morte de um inocente, fez com que seus olhos de lobisomem mudassem de amarelo dourado para azul escuro, escurecendo sua alma. Sua família mais tarde foi morta em um incêndio que queimou a sua casa, enquanto ele e sua irmã mais velha, Laura Hale estavam na escola, deixando apenas seu tio, Peter Hale, como sobrevivente. No final da 1.ª temporada, Derek se torna o novo lobisomem Alfa depois de matar Peter, o Alfa anterior, para vingar a morte de Laura.
Apesar de ser competitivo, frio, facilmente agravado, e desconfiado das pessoas em caráter geral, Derek realmente se preocupa com Scott e seus amigos, tentando sempre mantê-los fora de perigo (relutantemente Stiles e excluindo Allison). No entanto, ele desaprova fortemente o relacionamento de Scott com Allison, porque sua família influente são caçadores de lobisomem. Ele também compartilha uma relação antagônica com os Argents, principalmente porque Kate Argent, que morreu na 1.ª temporada, começou o fogo que matou nove membros da família Hale. Derek é tão hostil e frio com Allison como ele é em relação a outros membros de sua família, com exceção de seu pai, e isso é porque ela tentou matá-lo. Ele não confia nela, se recusa a trabalhar com ela ou aceitar qualquer ajuda dela. Seu interesse amoroso na 3.ª temporada é Jennifer Blake (professora de Inglês do BHHS), a quem Derek salvou de Boyd e Cora (sua irmã mais nova, que pensou que tinha morrido no incêndio). No episódio "Currents" Derek acidentalmente mata Boyd, o que faz com que ele absorva o poder deste último e ver a visão da morte de Erica. Esta experiência faz com que ele fique emocionalmente para baixo.
O criador e produtor Jeff Davis divulgou um comunicado no Twitter insinuando que Derek é mais velho do que o público pensa, e que muito mais seria revelado sobre ele na 3.ª. Seu aniversário é 27 de dezembro. O ator Ian Nelson interpreta Derek aos 15 anos de idade.

### Allison Argent

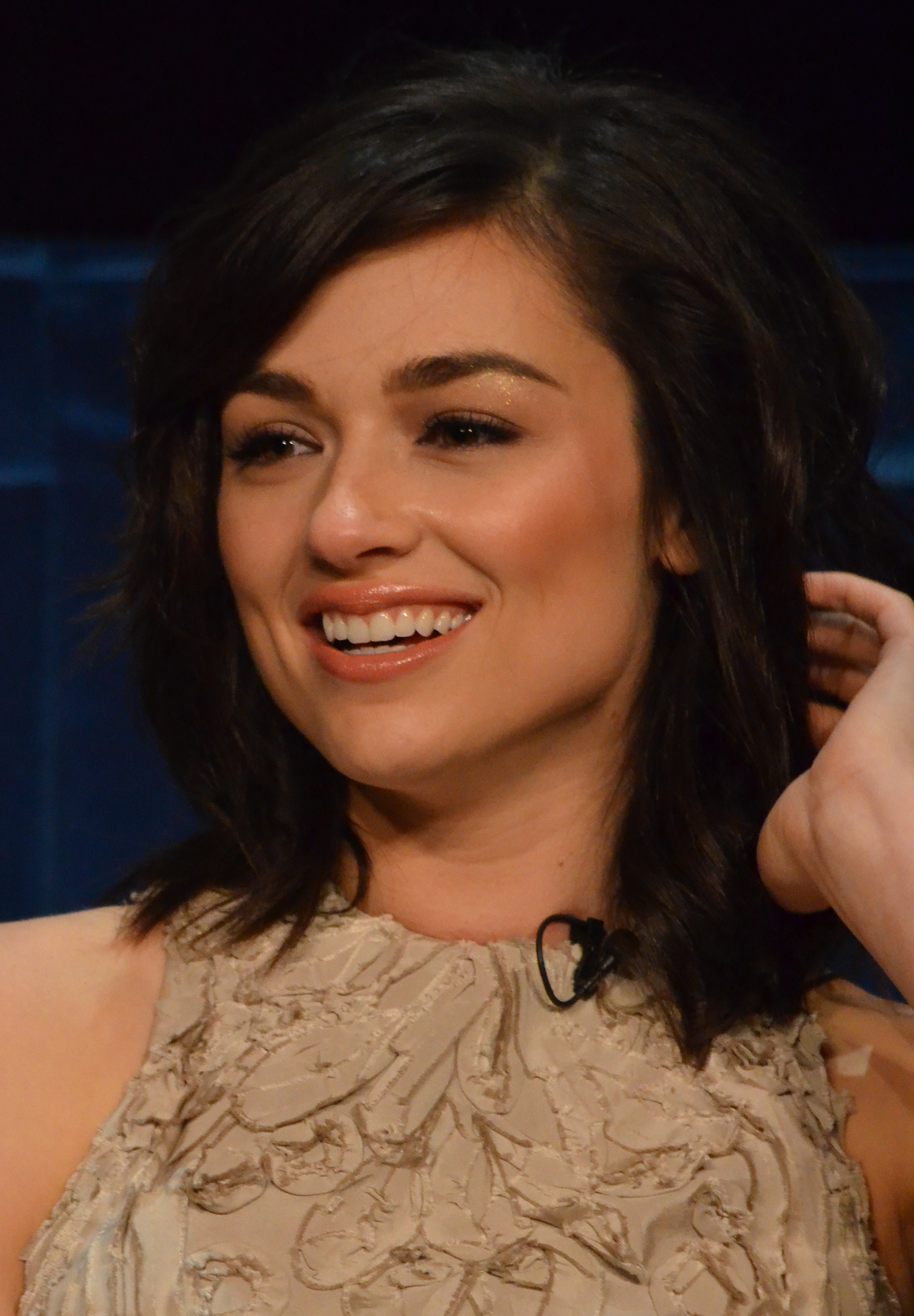
Crystal Reed interpreta Allison Argent.

Celestine Allison Argent é o primeiro interesse amoroso de Scott, e descendente de uma longa linhagem de caçadores de lobisomens. Até o final da 1.ª temporada, ela descobre que Scott e Derek são lobisomens, e isso não a faz interromper seu relacionamento com Scott, e descobre sobre a vida de caçadores de lobisomens de sua família. Na 2.ª temporada, Scott e Allison estão em um relacionamento romântico, escondido de seus pais. Ela ajuda Scott e Stiles a deter o Kanima. Mais tarde, influenciada por Gerard, que usou a morte de sua mãe para a atingir emocionalmente, ela ataca lobisomens inocentes, mas logo percebe seu erro. Até o final da temporada, ela termina com Scott. Já na 3.ª temporada, Allison não viu ou recebeu qualquer mensagem de Scott, durante todo o verão, e aposentou-se de ser uma caçadora de lobisomem junto com seu pai, Chris Argent. Mas um novo problema surge (Deucallion e sua alcateia de Alphas) e ela retorna a sua vida de caçadora.
Allison é carinhosa, doce, gentil  e com um talento natural para o arco e flecha. Ao contrário de seu avô Gerard e sua tia Kate, ambos assassinos de lobisomens, independentemente da sua inocência, ela acredita no código de caça dos Argents ("Nous chassons ceux qui nous chassent", que em francês quer dizer  "Nós caçamos aqueles que nos caçam") como seu pai, Chris Argent. Seu pai logo começa o treinamento de Allison para ser uma caçadora de lobisomens. Ela odeia a sensação de estar fraca e usa seu treinamento para cuidar de si mesma em situações perigosas.
Na 3B, Allison salva Isaac de ser morto por Oni com uma flecha, cuja ponta era feita de prata. Ao salvar Isaac, Allison é atingida por um golpe de espada de um Oni, e morre nos braços de Scott.
"Teen Wolf: The Hunt", de Teen Wolf inspirou um jogo de rede social para o Facebook, afirma que Allison nasceu no dia 19 de março, em Elkhorn, Wisconsin. Ela gosta de arco e flecha, corrida e Unicef, e é fã de Karmin, Arcade Fire, Florence and the Machine e Vampire Weekend.

### Jackson Whittemore

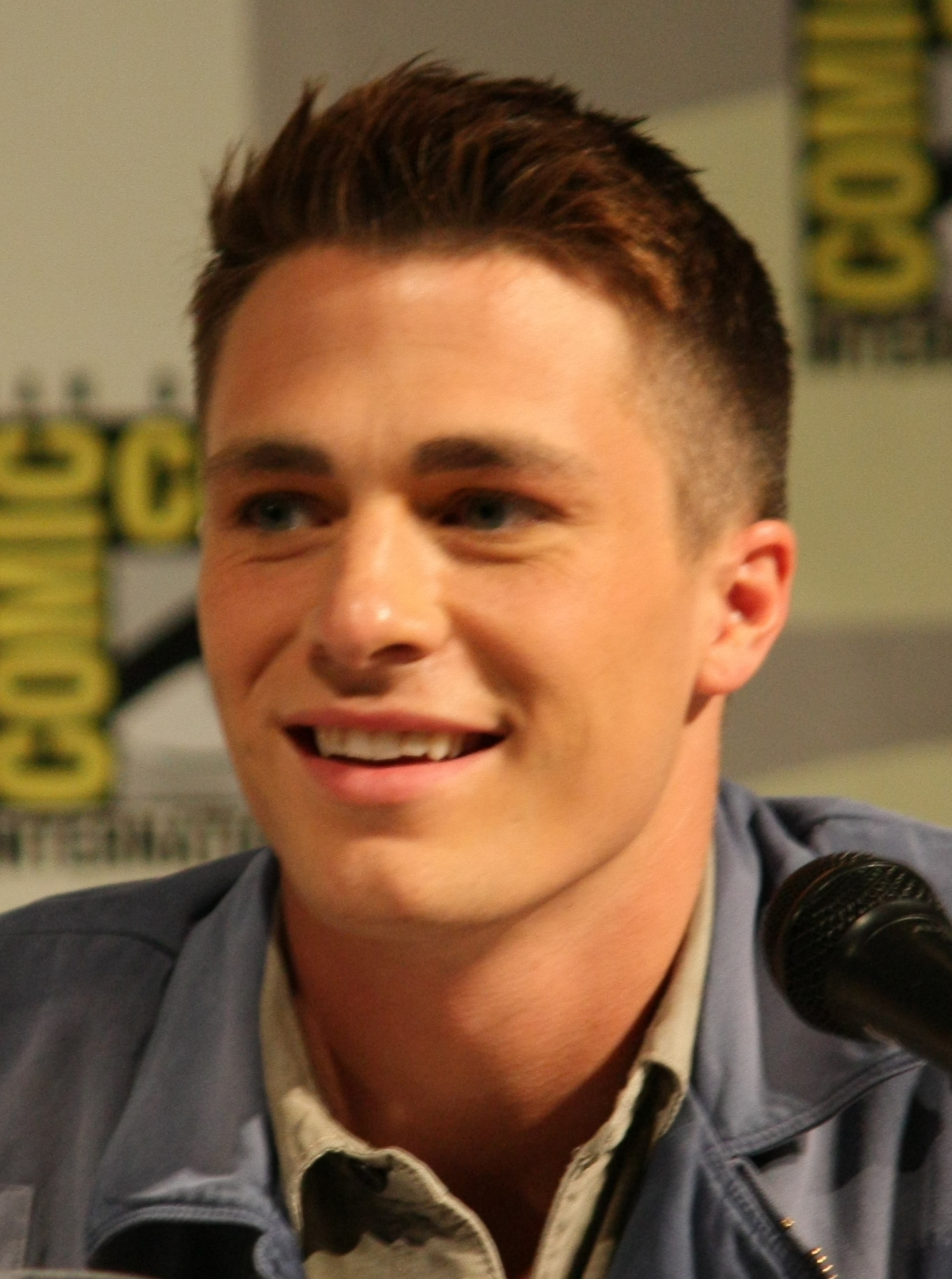
Colton Haynes interpreta Jackson Whittemore.

Jackson Whittemore é o ex-capitão do time de lacrosse . Ele tem uma natureza competitiva e agressiva, que mostra através de hostilidade para com as pessoas. A série mostra que ele quer fazer com que os outros tenha orgulho dele. Apesar de sua personalidade abrasiva, ele se preocupa com os seus amigos e não gosta de feri-los. Ele é inseguro quanto a sua aprovação e o fato de que ele não conhece seus pais verdadeiros, levando-o a ser incapaz de ver seus pais adotivos como sua verdadeira família. Sua mãe biológica morreu em 14 de junho durante a gravidez, o que significa que ele foi retirado do ventre de sua mãe morta.
Embora Derek tenha lhe dado a mordida, seu corpo a rejeita na 2.ª temporada e Jackson em vez de se tornar um lobisomem, torna-se o Kanima, uma criatura assassina que é uma arma de vingança. O Kanima procura um mestre que deseja se vingar de outros para controlá-lo, revelando que, cada movimento de Jackson é controlado por outra pessoa. Jackson não sabe que ele é o Kanima, nem o lado Kanima dele sabe que ele é o Jackson. É revelado que ele se tornou o Kanima porque ele é um órfão, ou seja, ele não tem uma identidade. Ele pode ser salvo por uma pessoa com quem compartilhou um vínculo verdadeiro, no caso de Jackson, esta pessoa é Lydia. Através da abnegação de Lydia no final, Jackson cura-se e, finalmente, torna-se um lobisomem - no entanto, com os olhos azuis ao invés de ouro. Isto porque, quando um lobisomem mata alguém inocente seus olhos ficam azuis em vez de amarelo, outros lobisomens que têm esta característica peculiar são: Derek e Peter Hale.
Na terceira temporada, Lydia revelou que Jackson foi treinado por Derek para controlar seus poderes de lobisomem/seu lado animal, e depois mudou-se para Londres.
"Teen Wolf: The Hunt", de Teen Wolf inspirou um jogo de rede social para o Facebook, afirma que Jackson nasceu em 15 de junho. Ele gosta de Porsche, Golden State Warriors, USC Trojans, e San Jose Sharks, e é fã de Wiz Khalifa, Nicki Minaj, Drake, e Gym Class Heroes.

### Kira Yukimura

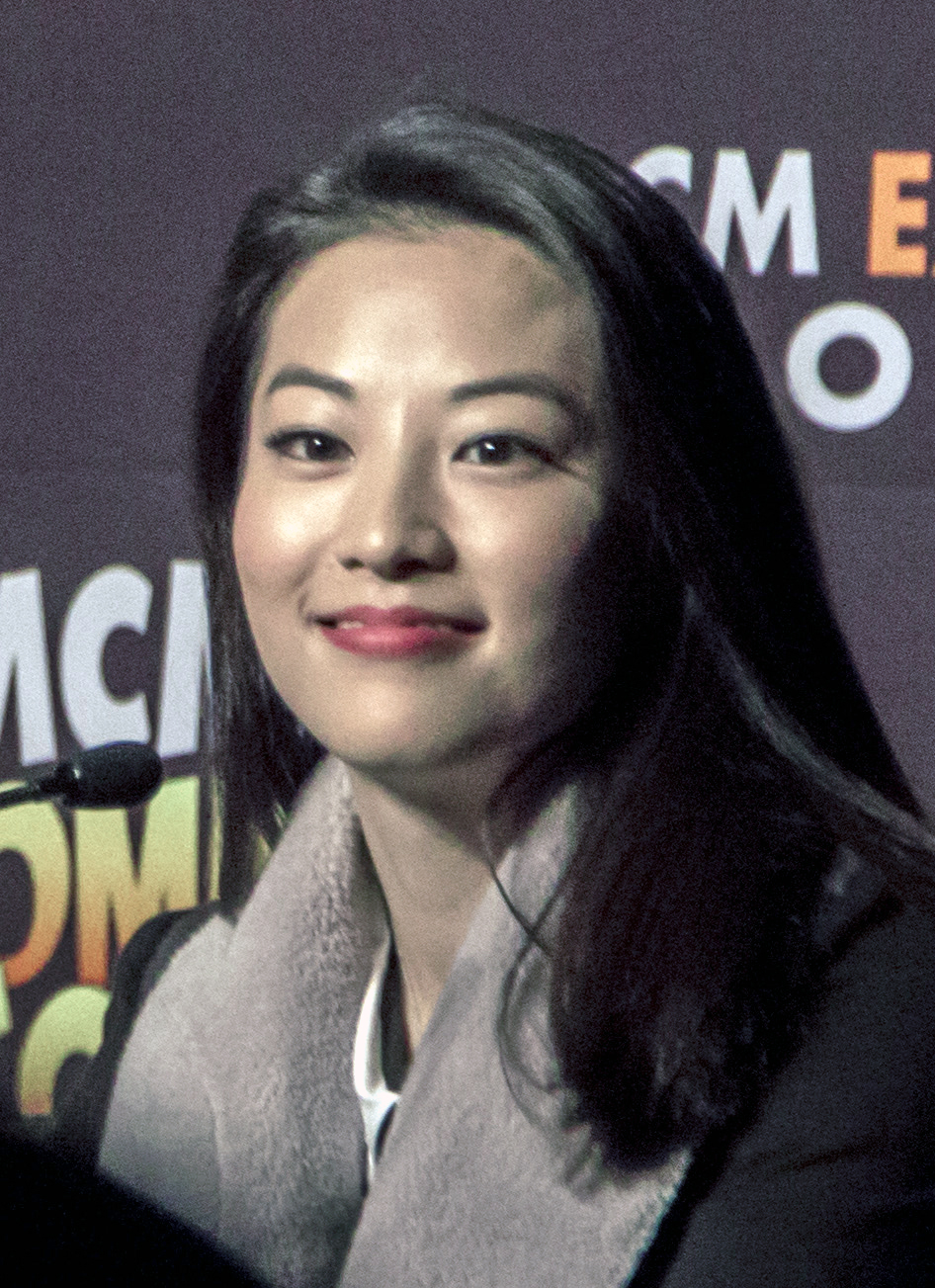
Arden Cho interpreta Kira Yukimura.

Kira Ga-yoon Yukimura é uma kitsune thunder, filha de Noshiko Yukimura e Ken Yukimura, e novo interesse amoroso de Scott. Na temporada 3B, Kira é a nova garota na escola, tendo se mudado para Beacon Hills de Nova York. Kira é inicialmente retratado como peculiar, doce, intelectual e quer montar amigos na nova escola, mas tem dificuldades por causa de seu pai ser o novo professor de história que está sempre a fazendo passar por situações não proporcionalmente embaraçosas.
Ela é agora uma parte do grupo de Scott, um membro de sua matilha. Como Kitsune, os olhos de Kira brilham laranja.
Kira se interessa por Scott, que ele retribui. No episódio "Galvanize", Kira é revelada como uma criatura ser sobrenatural depois que o ex-engenheiro elétrico que virou assassino em massa William Barrow sequestra e manifesta uma capacidade de absorver eletricidade depois que ele tenta matá-la por eletrocussão. Scott testemunhas esta exibição e Kira está intrigado que Scott não "correr para o outro lado" de suas circunstâncias peculiares. Em "Iluminado", é revelado pela primeira vez que Kira desprende uma aura que é moldada em torno dela como uma armadura de queima na forma de um antropomórfico raposa que é visível para a visão de um lobisomem. Scott convida para festa de luz negra de halloween de Danny e seu interesse romântico um no outro fortalece e, mais tarde, ela testemunha Scott e Derek combater a Oni em suas formas de lobisomem. Consequentemente, Scott revela o estado sobrenatural de que ele e seus amigos e tudo mais para ela. Kira, eventualmente, faz pesquisas e teoriza ela é uma kitsune, o malandro raposa japonesa, que é posteriormente confirmada por Derek. Kira depois descobre novas habilidades, como velocidade sobrenatural e agilidade, bem como um talento natural para a esgrima. Quando sua mãe Noshiko exibe habilidades semelhantes ao dela, Kira é imediatamente desconfiado dela. Em "Letharia Vulpina", Kira continua desconfiado de seus pais, e descobre que sua mãe Noshiko também é uma Kitsune e é aquele que convocou o Oni para Beacon Hills. Em "The Fox and the Wolf", Kira confronta seus pais, junto com Scott relativa às ações de sua mãe, Noshiko. Kira é desconfiado para sua mãe e é ainda mais perplexo quando Noshiko revela que ela é, na verdade, 900 anos. Noshiko diz Kira sua história de seu tempo como estagiário em Camp Oak Creek e seu papel no desencadeamento da Nogitsune. Noshiko pede Kira confiar nela desta vez, diz que ela é uma kitsune do trovão e mostra-lhe como usar seus talentos para reparar sua katana quebrado. Kira é contada legado de Noshiko é agora Kira, quando ela passa-lhe a espada.
Kira tem vindo a lidar com sua natureza Kitsune, sua capacidade de lutar e se torna parte do bando de Scott, querendo usar suas habilidades sobrenaturais para ajudar, proteger as pessoas e querendo ajudar a salvar Stiles e curá-lo do Nogitsune. Em "De-Vazio", ainda incapaz de enfrentar seus pais depois de tudo o que tenho mantido com ela, Kira passa a noite com Scott. Eles se beijam. Em "Insatiable", Kira junto com Isaac e Allison ir contra sua mãe e a Oni tentando dissuadi-la de mãe abertamente matar o Nogitsune como o processo provavelmente poderia matar Stiles. Infelizmente, o Nogitsune assume o controle da Oni e transforma os demônios contra eles e Allison é morto. No final da temporada 3, Kira é contada por seus pais seu movimento neste momento tem que ser um movimento divino, a fim de parar o Nogitsune. Kira vai junto com Scott, Stiles e Lydia para derrotar o Nogitsune na escola. Ela enfrenta o Oni e fatalmente apunhala o Nogitsune executando forma corpórea do demônio através da katana após Scott morde.
No início da 4.ª temporada, romance de Scott e Kira está em espera, porque Scott precisa de tempo para se lamentar por Allison, mas eles ainda cuidam uns dos outros. Eventualmente, Scott decide ceder a seus sentimentos por Kira, dizendo que ele é "não muito", a sua alegria e depois de mostrar uma aptidão para lacrosse, treinador pergunta se ela já jogou Lacrosse e Kira se junta ao time de lacrosse. Para este fim, Kira sabota os planos de seus pais para voltar para a cidade de Nova Iorque, onde o seu pai dava aulas na famosa Universidade Columbia. Na 5ª temporada, Kira escreve as suas iniciais "KY" na biblioteca da escola para marcar o início do seu último ano no ensino médio, junto aos outros alunos. Após passar o verão na cidade de Nova York, acaba pro sem saber ser o alvo das experiências médicas secretas dos Médicos do Medo (no inglês: Dread Doctors), o que faz com que a sua parte kitsune-trovão perca o controle de forma gradativa, e faz com que Kira fique mais agressiva e comece a falar dormindo Língua japonesa, mesmo sem saber o idioma. Sua mãe Noshiko percebendo isso, a leva para o deserto de Shiprock no Novo México, para um teste com um trio de Skinwalkers, na intenção de fazê-la dominar sua parte kitsune-trovão. O trio das Skinwalkers convocam um Oni japonês para Kira lutar, porém quem destrói o Oni é a sua parte raposa que obtêm domínio do seu corpo e espada, e não Kira, o que faz com que Kira "perca" o teste imposto pelas Skinwalkers, que querem obrigar Kira a ficar em Shiprock para treinar como foi o acordo feito no início; mas chega Scott e Stiles (que viajaram para Shiprock), que conseguem resgatar Kira e Noshiko. Após retornar, Kira ajuda o bando de Scott, utilizando as suas habilidades de kitsune-trovão para drenar parte da energia elétrica do hospital psiquiátrico de Eichen House, para poder resgatar a banshee Lydia Martin.
Por razões de segurança, o professor de história Ken Yukimura (pai de Kira), acaba por "quebrar" a katana mágica dela, o que a deixa se sentindo impotente para conseguir ajudar os seus amigos das ameaças dos Médicos do Medo e as suas quimeras fracassadas, e em sequência com a quimera de sucesso: a Besta de Gévaudan. Depois para conseguir ajudar o bando de Scott, com a nova Besta de Gévaudan que está provocando destruição por onde passa na cidade, Kira resolve retornar sozinha para o deserto de Shiprock para pedir ajuda para o trio de Skinwalkers para conseguir energia para consertar a katana quebrada, e retorna para a batalha final trazendo também Lydia para usar o seu grito de banshee e separar a Besta de Gévaudan do adolescente hospedeiro; Kira usa a sua katana reconstruída com ajuda das Skinwalkers para conseguir energia e prender a quimera de lobisomem-coyote Theodore "Theo" Raeken em uma prisão no subsolo. No final do último episódio da 5ª temporada, como parte do acordo feito com o trio de Skinwalkers, Kira retorna para o deserto de Shiprock no Novo México, para conseguir obter controle da sua parte kitsune-trovão; mas antes de ir, Kira deixa a sua shuriken de obsidiana, personificação da sua primeira cauda de kitsune-trovão, ganha quando desencadeou a sua habilidade de cura acelerada no final da 4ª temporada na igreja abandonada do México, com Scott, pedindo para que Scott guarde o objeto para ela, enquanto que Kira estiver em treinamento com o trio de Skinwalkers no deserto do Novo México. Na 6ª temporada, descobrimos que Kira deixou a sua katana mágica de kitsune-trovão em segurança com sua mãe: Noshiko, enquanto está treinando com as Skinwalkers; até que a Noshiko fornece a katana de Kira para o lobisomem beta Liam Dunbar como forma de tentar elaborar um plano para conseguir parar e escapar da Caçada Selvagem.

### Malia Tate

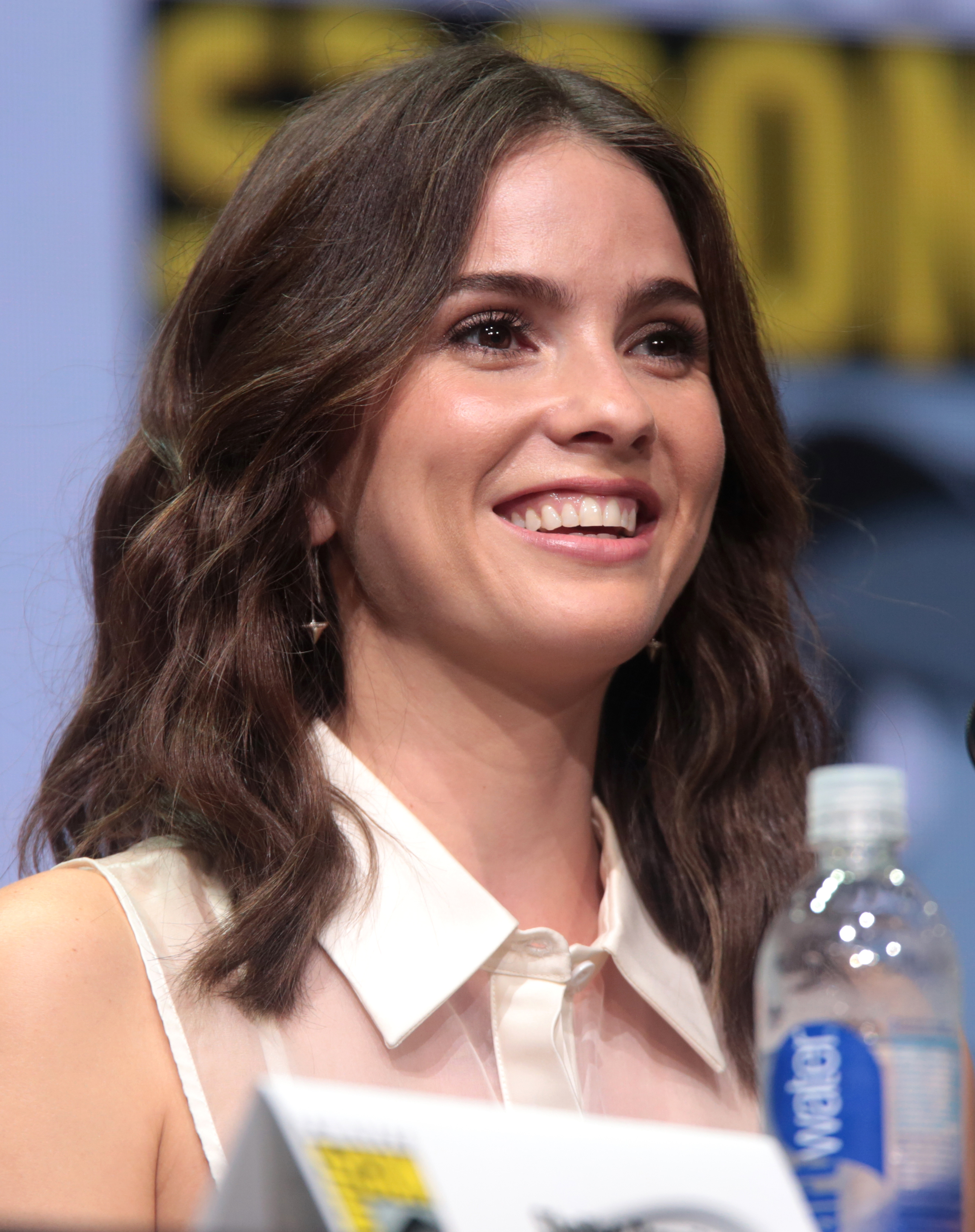
Shelley Hennig interpreta Malia Tate.

Malia Elizabeth Tate (nascida: Malia Hale) é uma werecoyote, filha adotiva do Sr Henry Tate e o interesse amoroso de Stiles, a partir da segunda parte da 3.ª temporada. Em "Letharia Vulpina", revela-se que Malia é realmente a filha biológica de Peter Hale, mas ele não lembra porque sua irmã, Talia Hale, limpou de sua mente a memória de sua filha.
Malia foi considerada morta por oito anos a partir de um acidente de carro que tirou a vida de sua mãe adotiva, a senhora Evelyn Tate, e sua irmã mais nova adotiva chamada Kylie Tate. Malia tinha 9 anos na época. Os cadáveres descobertos na destruição do carro estavam cobertos de marcas de mordida de um coiote. Na realidade, Malia estava viva totalmente transformada, como coiote para os anos seguintes. A transformação de Malia tinha causado o acidente de carro, onde matou sua mãe e irmã no processo e ganhou os seus brilhantes olhos azuis de were-coyote como resultado de tirar vidas inocentes. Durante os anos em que ela estava desaparecida, Malia vivia em uma toca coiote perto do local do acidente. Ela tinha uma ligação sentimental com a boneca de sua irmã, que é deixada no local do acidente para sua irmã, semelhante à maneira de deixar as flores em um túmulo e quando Stiles a remove do local do acidente, ela acompanhou-o primeiro para a escola, em seguida, para casa de seu pai para recuperá-lo. No episódio "More Bad Than Good", Malia é quase morta por seu pai porque ele pensou que o coiote matou sua família, mas ela é salva por que a caçadora Allison Argent ativa um dardo tranquilizante com xilazina em Henry Tate, o pai adotivo de Malia. Scott usa seu rugido de Alpha para forçar Malia a se tornar humano novamente. Xerife Stilinski e Stiles trazem-la para casa e ela se reúne com seu pai no final do episódio.
No episódio "Eichen House", Malia está internada em Eichen House, um hospital psiquiátrico. Lá, ela vê Stiles que voluntariamente se internou para evitar prejudicar os amigos como Nogitsune. Quando ele caminha até Malia, ela lhe dá um soco no rosto. Malia diz a Stiles que ela está infeliz vivendo como um ser humano, porque ela vive de volta com o pai todos os dias e não pode explicar-lhe que o acidente foi sua culpa, que ela matou sua mãe e irmã na lua cheia e como o rugido de Alpha de Scott fez com que ela voltasse a ser humana. Stiles, que está procurando uma maneira de entrar no porão para obter informações sobre a conexão do Nogitsune, faz um trato com ela: se Malia o ajuda a entrar no porão, Stiles vai lhe dizer quem pode ensiná-la a transformar de novo em um coiote, no caso Scott. Stiles deixa entrar em sua situação e eles vínculo sobre seus horrores compartilhados. Eventualmente, ela o beija (pela primeira vez para Malia), com o consentimento mútuo e eles acabam dormindo juntos, na primeira vez dos dois. Atrás da parede, eles encontram o corpo do hospedeiro original do Nogitsune, uma katana com bainha e uma foto. Depois, eles são atacados por Oliver, companheiro de quarto Stiles, que está sendo controlado pelo Nogitsune. Stiles deixa o Nogitsune possuí-lo de volta, em troca do espírito deixar Oliver e poupar Malia. Malia depois se prepara para deixar Eichen House, com a intenção de ajudar a resgatar Stiles. Impressionando com sua mudança de caráter, Ms. Morrell diz a Malia onde encontrar Scott. Ela finalmente leva a espada embainhada e a foto para Scott e seus amigos. No final da 3.ª temporada, Malia começa aprender a viver como um ser humano e se matricula em Beacon Hills High juntando Bando de Scott.
Na 4.ª Temporada, Malia continua seu romance com Stiles. Que junto com Scott e o bando continua a ensiná-la a controlar suas transformações e ajudá-la a reintegrarem-se na sociedade humana. Como resultado de viver como um coiote durante oito anos, Malia é mostrada estar em contato com seu lado animal, é bastante selvagem, impetuosa, rápida para lutar e tende a dizer o que pensa. Ela mostra pouco respeito pela etiqueta social e está lutando academicamente. Ela tem uma mentalidade de sobrevivência do mais apto, como é mostrado quando ela estava disposta a deixar Lydia para trás quando o grupo foi mantido em cativeiro pelos caçadores de lobisomens Calaveras do México. No entanto, ela é bastante ligada a Stiles, dizendo que nunca iria deixá-lo, ela o beija para focar seus talentos e aparece regularmente em sua casa na madrugada. Malia está lutando para aprender a se controlar durante a lua cheia, usando correntes para se segurar e o porão em lakehouse de Lydia para se esconder. Em "O Benfeitor", Stiles fica com ela na lua cheia, ele supõe que ela não tem o controle da sua transformação de were-coyote durante as luas cheias por causa da culpa que ela sente pelo que fez para sua mãe e irmã. Ele se relaciona com ela por causa do que ele fez enquanto estava sob posse do Nogitsune, diz que "o controle é superestimado". Malia consegue controlar a sua transformação e abraça Stiles, demonstrando que ele se tornou a sua "âncora", que mantem o seu lado humano. O bando (e Stiles de certo modo) mantém Malia no escuro de que Peter Hale é seu pai biológico, para protegê-la do lobisomem sociopata, mas no episódio intitulado "Weaponized" (durante S4E7), Malia descobriu a verdade quando ela abriu o cofre da família Hale, que só é acessível para os lobisomens da linhagem Hale e vê que ela está listada na Deadpool como "Malia Hale", graças ao papel esquecido no bolso da jaqueta de Stiles; isso faz com que Malia por saber que Stiles "mentiu", se afaste do namoro por um curto período, até que os dois se reatem o namoro no episódio "Monstrous" (ver em: S4E10), quando Malia visita Stiles no hospital.
A sua mãe biológica é revelada durante a 5ª temporada, como sendo a were-coyote e conhecida assassina profissional chamada Corinne (mais conhecida pelo seu nome código de: The Desert Wolf), que deseja reobter as habilidades de were-coyote que Malia sem querer usurpou dela quando nasceu.

### Liam Dunbar
Liam Eugene Dunbar é um novo calouro que frequenta Beacon Hills High School. Liam é um jogador de Lacrosse talentoso, arrogante e bonito, mas tem problemas  graves de raiva. O padrasto de Liam, Dr. Geyer, um medico do hospital Beacon Memorial ensinou ele a jogar lacrosse. Ele havia sido transferido para a pública Beacon Hills High depois de ter sido expulso da particular Devonfort Prep, depois de violentamente danificar um dos carros de seus professores com um pé de cabra, em resposta a uma bronca dada pelo professor. Liam foi diagnosticado com T.E.I e é o primeiro lobisomem Beta criado por Scott.
Durante o episódio "Muted", Liam foi atacado por um wendigo, Sean Walcott, no telhado do hospital Beacon Hills Memorial. Para salvá-lo de cair, Scott foi forçado a morder Liam agarrando seu braço. No episódio seguinte "The Benefactor", as habilidades de lobisomem de Liam começam a se manifestar e Scott e Stiles, sem sucesso, tentar ganhar a confiança dele. Kira consegue enganá-lo para leva-ló a casa do lago de Lydia, ele é confrontado pelo bando de Scott que conta a ele sobre sua nova condição sobrenatural. Liam perde o controle de seu lado animal e Scott e Chris Argent tentam dominá-lo antes que ele cause algum dano. Scott enfim, consegue o acalmar e Liam entra em prantos, e admite que ele foi expulso de sua antiga escola por causa de um surto de raiva que teve, e tem medo que seus pais tem medo de vê-lo como um monstro raivoso. Scott então, garante que ele não é um monstro, mas sim um lobisomem como ele e diz que o ajudará a se controlar.
Na 5 temporada, Liam agarra uma vaga no bando de Scott, embora aparenta estar com alguns problemas de transformação, utilizando música para se manter controlado. Liam também tem um relacionamento amoroso com Hayden Romero.
A pequena escritura abaixo foi feita por uma admiradora grande de Teen Wolf principalmente do Liam Dunbar.

## Personagens recorrentes

### Lobisomens
- Erica Carmen Reyes (Gage Golightly)

Erica era um estudante do Beacon Hills que sofria de epilepsia. No hospital, após uma crise, Derek a mordeu, prometendo que sua doença acabaria. Na segunda temporada, Erica foi o segundo membro e o primeiro lobisomem fêmea do bando de Derek. Ela foi o segundo lobisomem fêmea a fazer uma aparição na série. Ela mudou consideravelmente, tornando-se mais confiante e elegante. Ela revelou que era apaixonada por Stiles, mas ele nunca notou. Erica mostrou-se amiga tanto de Isaac quanto Boyd durante toda a temporada, e repetidamente antagonizou Allison. Erica tinha batido em Scott duas vezes, dando a entender que ela tinha sentimentos românticos por ele. No final da 2.ª temporada, ela e Boyd deixaram o bando de Derek, tornando-se um lobisomen Omega. Eles foram capturados por Gerard, mas foram libertados por Chris. Fugindo novamente, Erica e Boyd foram presos pelo bando dos Alfa, deixando o seu destino incerto. Durante a 3.ª Temporada, é revelado que ela e Boyd estavam sendo mantidos em cativeiro durante quatro meses pelo bando dos Alfa no Beacon Hills First National Bank. Durante o cativeiro, ela e Boyd, tornaram-se mais fortes durante o eclipse lunar. Mais tarde, ela tentou atacar Kali, mas foi morta. Depois de encontrar o corpo de Erica, Derek chora sua morte e leva-o para fora do banco. Não se sabe se os pais dela estavam em sua busca porque eles nunca foram mostrados ou mencionados. É desconhecido o que Derek fez com o corpo de Erica.
- Garrett Douglas (Pete Ploszek)

Garrett, mais conhecido como Professor Douglas, é o novo funcionário da Beacon Hills High School, atraente para suas alunas (e alunos; como Corey Bryant (Michael Johnston). Sua primeira aparição oficial foi no primeiro episódio da sexta temporada A (Memory Lost), ele se apresenta como o novo professor de física, tendo um passado obscuro e assassino. Já foi falado e visto em episódios da quinta temporada, conhecido como Lobisomem Nazista, ou Der Soldat. O Lobisomem Nazista é avistado dentro de uma cápsula onde os Dread Doctors extraíam um líquido dele para formulas químicas e para como o Theodore Raeken (Cody Christian) fez, ressuscitar seus quimeras. Na sexta temporada A os primeiros a se aprofundar no caso são Melissa McCall (Melissa Ponzio) e Chris Argent (J.R. Bourne), descobrindo sobre a necessidade que o Lobisomem precisa de Hélio e tem como seu prato principal um parte do cérebro do tamanho de uma ervilha, onde de acordo com a lenda, se armazena a alma.

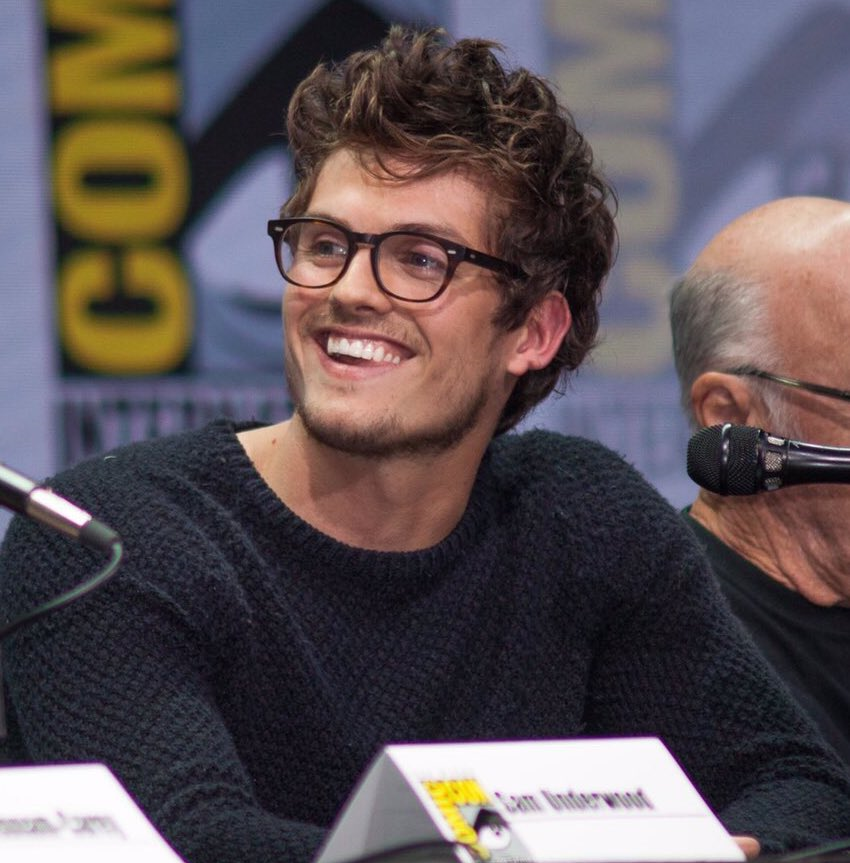
Daniel Sharman interpreta Isaac Lahey.

- Isaac David Lahey (Daniel Sharman)

Isaac é um jogador de lacrosse que vive do outro lado da rua de Jackson. Isaac foi abusado por seu pai, que ele muitas vezes o torturava por prendê-lo em seu congelador do porão, o que lhe gerou ter claustrofobia. Isaac se transforma em um lobisomem por Derek e torna-se o primeiro membro da matilha de Derek. Ele queria se tornar um lobisomem para se sentir poderoso e confiante depois de uma longa história de abuso físico e mental de seu pai, que é assassinado pelo Kanima no inicio da segunda temporada. Ao contrário dos outros Betas da matilha de Derek, Isaac tem o controle de seu lado animal durante a lua cheia, onde afirma que tem a versão melhor (não abusiva) do pai como sua "âncora", e tem boas intenções. No inicio Isaac não gosta de Scott e não confia nele, não pelo fato de que ele estava interferindo nos negócios de Derek, de transformar as pessoas em lobisomens, e acredita que Scott era um perdedor, porque ele me pergunta como Scott sobreviveu tanto tempo sem um bando, no entanto, ele acabou confiando em Scott quando ele percebeu que Scott tem boas intenções, e tornou-se amigo dele. Entre os eventos perigosos, Isaac revela para Scott que ele confia nele e se agarra a amizade de Scott, porque ele não tem ninguém lá para ele. Ele ajuda o Scott contra Gerard e permanece como do bando em vez de seguir os outros, que querem deixar Derek. Está implícito que Isaac olha para Derek de uma maneira que ele não podia olhar para o próprio pai. O criador Jeff Davis afirmou que Isaac seria um dos protagonista da 3.ª temporada, e possivelmente irá ameaçar a amizade de Scott e Stiles por causa do vínculo que ele compartilha com Scott.
O primeiro episódio da 3.ª temporada começa com Isaac sendo perseguido pelos Alfas. Uma menina misteriosa o salva, mas ela e Isaac são feridos e enviados para o hospital. Melissa McCall tenta chamar Derek para ajudar com as feridas de Isaac que já estão se curando  quando ele deveria ir para a cirurgia. Quando Derek não pode ser alcançado, Isaac pede a Melissa para chamar Scott. Antes de Scott chegar ao hospital, Isaac é drogado e raptado pelos Alfas. Ele então é resgatado por Derek e curado por ele. Quando ele acorda, ele pergunta onde a garota está, mas os outros não têm ideia do que Isaac está falando. Isaac permite que Peter entre suas memórias, mas é incapaz de obter informações suficientes sobre o paradeiro de Boyd e Erica. O Dr. Deaton ajuda Isaac lembrar onde encontrar Boyd e Erica por abrandar o seu coração em uma banheira de gelo. Mais tarde, ele ajuda na captura de Boyd e Cora. Ele despreza os gêmeos Alfa e tenta levá-los com raiva de qualquer maneira possível. Depois de ser mandado embora do loft de Derek (para proteger do bando dos Alfas), ele pede abrigo para Scott, que o acolhe; e depois Isaac também acaba por participar ao lado de Scott na batalha no shopping abandonado contra os Alfa.
Na 3B, Isaac começa a namorar com a arqueira Allison Argent, depois que ela morre salvando ele dos Oni's, ele vai embora da cidade com o pai dela, Cris Argent para ficar na França.
"Teen Wolf: The Hunt", de Teen Wolf inspirou um jogo de rede social para o Facebook, afirma que Isaac nasceu em 22 de setembro, e gosta de lacrosse e BMX. É fã de M. Ward, Belle and Sebastian, Coldplay, e Feist.
- Ethan Conrad Steiner e Aiden Jacob Steiner (Charlie Carver e Max Carver)

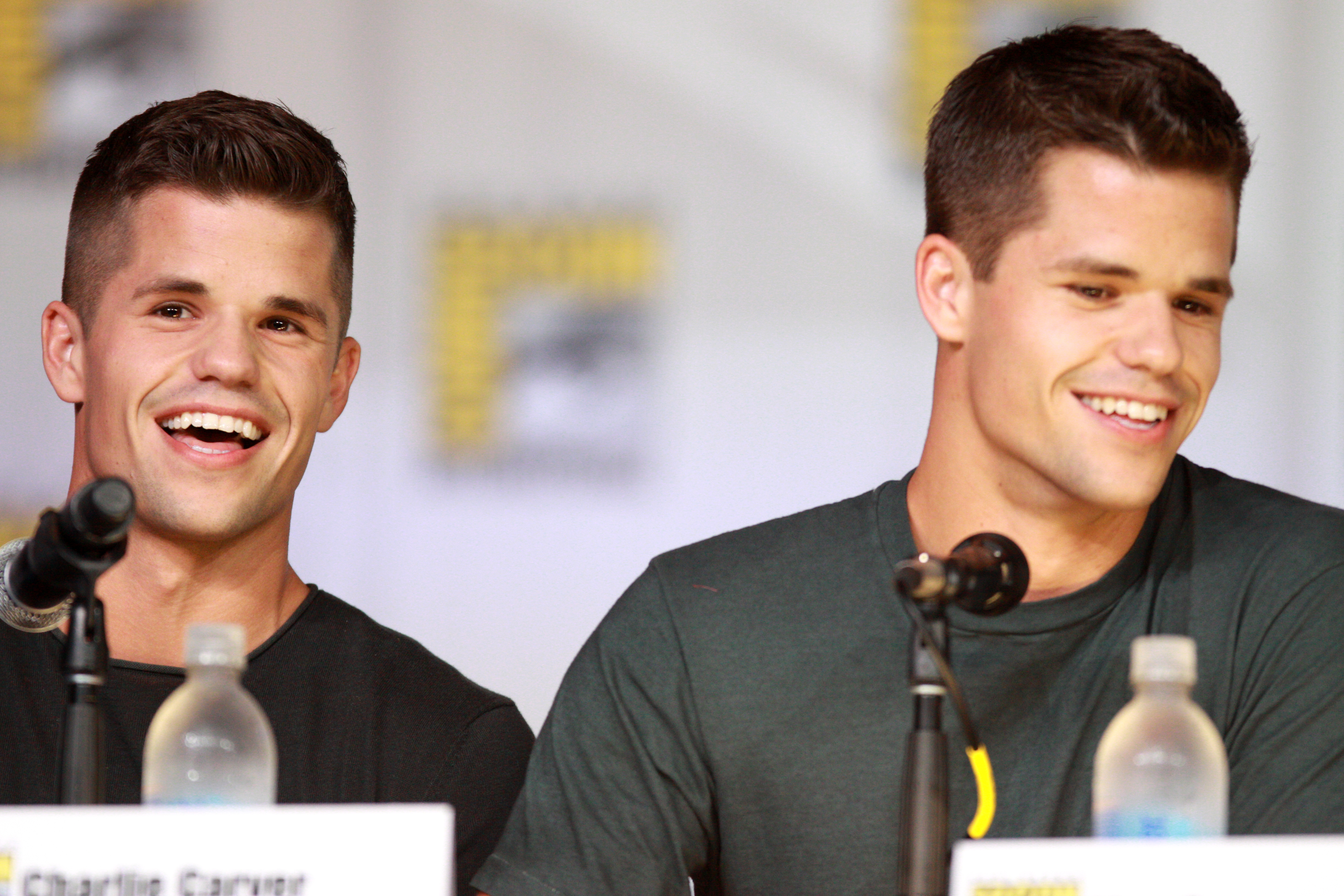
Max Carver e Charlie Carver interpretam respectivamente Aiden e Ethan.

Ethan e Aiden são lobisomens Alfa individuais e membros do bando dos Alfa. Eles foram abusado quando eram Omegas em um bando de lobisomens em que Ethan descreveu-os como sendo os assassinos, seu Alfa sendo o pior. Depois de conhecer Deucalion, eles foram ensinados a se fundir e controlar sua forma combinada. Eles então caçaram e assassinaram cada membro de sua matilha e tornaram-se Alfas depois de matar seu Alfa original juntos. Eles são os mais novos membros da matilha e possuem a capacidade de se transformar em um lobisomem Alfa gigante juntos. Aiden é retratado como violento e direto com um interesse em Lydia Martin, enquanto que Ethan se mostra calmo e gay com um interesse em Danny Mahealani. Aiden é agressivo, brutal, e não mostra nenhum remorso por seus atos. Ethan, por outro lado é frio, inteligente, calculista, que ao contrário de seu irmão, mostra um lado mais arrependido.
- Laura Hale (Haley Roe Murphy)

Laura era a irmã mais velha de Derek e também um lobisomem nascido. Ela sobreviveu ao incêndio dos Hale porque ela estava na escola na época. Não se sabe se o incêndio também foi causado por ela para se tornar o Alfa da família Hale, uma vez que sua mãe Talia morreu, ou se ela já detinha o título antes do incêndio. Ao contrário de outros lobos, Laura era capaz de se transformar em um lobo totalmente formado, enquanto estava em seu estado de Alfa. Supõe-se que ela herdou essa capacidade de sua mãe quando ela morreu. Algum tempo depois do incêndio, Laura voltou a Beacon Hills para investigar quem foi o responsável pelo incêndio. Ela foi capaz de descobrir algumas informações, mas foi morta por seu tio Peter antes que fosse capaz de descobrir toda a verdade. A descoberta da metade de seu corpo no Beacon Hills Preserve provocou o enredo da série. Estranhamente, Kate Argent (antes de sua morte) admitiu a Derek que ela foi a pessoa que cortou o corpo de Laura em dois, o que Derek confirmou como verdadeiro, ouvindo os batimentos cardíacos de Kate para verificar que ela não estava mentindo, ela foi a primeira fêmea alfa e o primeiro lobisomem fêmea a fazer uma aparição na série. A adolescente Laura Hale foi exibida pela primeira vez em uma sequência de flashback no 8.º episódio da 3.ª temporada de Teen Wolf.
- Peter Hale (Ian Bohen)

Tio de Laura, Derek e Cora, é irmão da famosa alfa Talia Hale. Pai biológico de Malia Tate e foi o principal antagonista da primeira temporada. No incêndio da mansão da família Hale, ele foi gravemente queimado e ficou paralisado. No episódio "Wolf's Bane", foi revelado que ele era o Alfa que mordeu Scott e assassinou muitas pessoas envolvidas no incêndio dos Hale. No final da 1.ª temporada, ele assassinou Kate Argent, a última pessoa envolvida diretamente no incêndio e foi queimado vivo por Scott, Allison, Stiles, e Jackson antes de sua garganta ser cortada por Derek.
Na 2.ª temporada, ele usa Lydia para voltar à vida. O produtor executivo Jeff Davis confirmou que Peter Hale voltou a ser um lobo Beta uma vez que ele foi ressuscitado, e é agora um membro de bando de Derek. Os motivos reais para Peter retornar a série não foram revelados. Ele parece ter uma trégua e parceria com Derek e seu bando. Ele também começa a desempenhar um papel maior na 3.ª temporada, também aparecendo nas temporadas restantes.
- Vernon Milton Boyd [8] (Sinqua Walls)

Boyd era um garoto solitário e tímido no Beacon Hills High School e trabalha no Beacon Hills Ice Rink. Na segunda temporada, ele é o terceiro membro do bando de Derek, mas ele foi o quarto adolescente que Derek mordeu. Na maior parte da temporada, ele era o braço direito de Derek e fisicamente o Beta mais forte. Scott afirmou que enquanto Boyd é mais forte do que ele, ele não é tão realmente mais rápido do que ele. Ele estava com Erica, e saiu com ela para encontrar um outro bando, no final da 2.ª temporada, se tornando um lobisomem ômega. Depois de uma breve discussão e ser capturado pelos Argents, ele e Erica tentaram fugir de Beacon Hills, mas foram presos pelo bando dos Alfa, deixando seu destino incerto.
Na 3.ª temporada, foi revelado que Boyd e, possivelmente, Erica estavam vivos e tinham sido mantidos em cativeiro pelo bando dos Alfa durante quatro meses no abandonado Beacon Hills First National Bank. Durante este período de quatro meses, ele e Erica tornaram-se mais fortes durante o eclipse lunar. Erica morreu mais tarde e Boyd e Cora, irmã mais nova de Derek, foram impedidos de se transformar totalmente durante as luas cheias, fazendo com que sua raiva e sede de sangue aumentasse. Ao ser encontrado por Derek e Scott, ambos perderam todo o controle e fugiram para a floresta para matar quem quer que se aparecesse. Mais tarde foram subjugados por Derek, com a ajuda de Scott, Isaac e Chris Argent. Boyd voltou para a escola ainda chateado com a morte de Erica, que ele dizia ser sua única amiga. Ele participou da batalha contra o bando de Alfas. Sabendo que Kali viria matar Derek para "vingar" a morte Ennis, Boyd habilmente veio com uma maneira de enfraquecer Kali. Durante a luta de Derek com Kali, Boyd é acidentalmente morto por Derek, o que causou o último de absorver o poder de Boyd e ver a visão da morte de Erica. É desconhecido o que Derek fez com o seu corpo.
- Deucalion de Martel (Gideon Emery)

Deucalion é líder do bando dos Alfa e um dos principais antagonistas da 3.ª temporada. Ele é cego e, embora seus motivos de vir a Beacon Hills não tenham sido revelados, fica implícito que Scott é uma ameaça em potencial para ele e decide fazer com que Derek elimine a ameaça. No passado, Deucalion e seu bando tentou fazer as pazes com os caçadores. Ele e três de seus Betas foram enganado e emboscados por Gerard, que não só matou os Betas de Deucalion, mas os próprios homens que queriam a paz com os lobisomens. Mais tarde, ele cegou Deucalion em uma tentativa frustrada de matá-lo. Com a ajuda do Dr. Deaton, os olhos de Deucalion foram curados fisicamente, mas sua visão não voltou. Marco, um dos Betas de Deucalion, aproveitou a oportunidade para tentar mata-lo e se tornar o Alfa de sua matilha. Deucalion, porém, percebeu que poderia ver como um lobo e matou Marco, absorvendo o poder destfoi revelado que Deucalion sabe que Scott é um "verdadeiro Alfa" (uma raridade entre os lobisomens) e está atrás dele, não de Derek. De acordo com Tyler Posey, por isso, a Alfa cego quer que o menino se junte ao seu grupo.
- Kali (Felisha Terrell)

Kali é um Alfa e faz parte do bando dos Alfa e é quase descalça o tempo todo. Ela é arrogante, sádica, covarde, agressiva, e não tem nenhum remorso por suas ações. Ela é um dos Alfas mais perigosos e usa as garras em seus pés para lutar e matar. Como Deucalion e Ennis, Kali matou o seu bando inteiro, que ela afirma ter sentido uma sensação "libertadora". Ela é a segunda fêmea alfa e o terceiro lobisomem fêmea a fazer uma aparição na série. Ela é responsável pela morte de Erica e em parte responsável pela morte de Boyd. Ela mostrou gostar de Ennis, enquanto estava preocupado com seu estado grave após sua luta com Derek e mais tarde levou a sua morte muito difícil. No episódio "The Overlooked", é revelado que Kali costumava ser gentil e seu emissário era Jennifer Blake. Kali tentou matá-la, como parte de matar o seu bando inteiro, a fim de se juntar ao bando dos Alfa, mas não foi possível no final. Deucalion afirmou que ela só se juntou ao bando dos Alfa só assim ela poderia estar com Ennis.
- Ennis (Brian Patrick Wade)

Ennis é um Alfa e faz parte do bando dos Alfa. Ele foi o maior membro e uma força de pura brutalidade. Sua imensa força combinada com seu conhecimento de combate hábil fez dele um poderoso adversário em uma luta. No passado, um dos Betas de Ennis acidentalmente matou dois caçadores e foi morto em retaliação. Este Ennis enfurecido decidiu procurar um novo membro para seu bando. Após ser questionado por Derek, Ennis mordeu a namorada do adolescente Derek Hale (chamada Paige) para ficar bem com a famosa alfa Talia Hale (mãe de Derek) e para adicionar um novo membro a sua matilha; mas isso acabou não acontecendo. Como Deucalion e Kali, Ennis matou toda sua matilha e emissário. Ele tentou sequestrar Isaac no hospital, só para ser parado por Derek e Scott. Depois de invadir o loft de Derek, Ennis facilmente deteve Cora enquanto Deucalion explicou sua proposta para Derek sobre se juntar a sua matilha. Durante a batalha dos Alfa contra o bando de Derek, Ennis foi gravemente ferido por Derek e Scott, o que causou Kali e Aiden para procurar Dr. Deaton para obter ajuda. Mais tarde, ele foi morto por Deucalion depois que ele não podia curar a si mesmo.
- Cora Suzanne Hale (Adelaide Kane)

Cora é a irmã mais nova de Derek e de Laura Hale; sendo assim a criança caçula da famosa alfa Talia Hale; e também um lobisomem nascido, e o quarto lobisomem fêmea a fazer uma aparição na série. Ela passou muito tempo dada como morta após o grande incêndio que aconteceu na mansão da família Hale. Como ela sobreviveu ao incêndio dos Hale e seu paradeiro depois são desconhecidos, porém foi revelado que ela passou os anos após na América do Sul. Um mês depois de Boyd e Erica serem capturados pelo bando dos Alfa, Cora foi capturada também. Todos os três foram mantidos em cativeiro no abandonado Beacon Hills First National Bank. Durante este período, Erica morreu e Boyd e Cora foram impedidos de se transformar totalmente durante as luas cheias, fazendo com que sua raiva e sede de sangue aumentasse. Três meses mais tarde, ao serem encontrados por Derek e Scott, o que fez com que Cora e Boyd perdessem todo o controle e fugiram para a floresta. Mais tarde foram subjugados por Derek, com a ajuda de Scott, Isaac e Chris Argent. Ela é também o sexto membro e o segundo lobisomem fêmea (após Erica) do bando de Derek. Ela mostrou-se próxima de Boyd, quando caiu em prantos sobre seu corpo depois que ele morreu. Cora tenta vingar a morte de Boyd matando Aiden, mas não consegue e vai parar no hospital por causa da pancada na cabeça que Aiden deu, e por ter sido envenenada por visco pelo Darach.
- Marco (Delon de Metz)

Marco era um lobisomem Beta irritado e violento do bando original de Deucalion, depois que Gerard cegou Deucalion, Marco tentou matá-lo, a fim de se tornar o novo Alfa do seu bando, mas Deucalion o matou em retaliação depois de descobrir que ele podia ver através seus olhos de lobisomem.
- Talia Hale (Alicia Coppola)
- Talia era a mãe de Laura, Derek e Cora. Ela era um lobisomem Alfa extremamente poderosa, com a rara habilidade de mudar para um lobo real. Ela foi a terceira fêmea alfa (após Laura e Kali) e o quinto lobisomem fêmea (após Laura, Erica, Cora e Kali) a fazer uma aparição na série.

### Os caçadores de lobisomens
- Christopher "Chris" Argent (JR Bourne)

Chris é o pai de Allison e um caçador de lobisomem notável. Ele é rigoroso e super protetor. Ele tem uma relação complicada com Scott devido ao fato de Scott ser um lobisomem e namorado de Allison. Chris geralmente segue o código dos caçadores e não acredita em matar um inocente, no entanto, ele também é muito forte de espírito e vigilante dos lobisomens. Ele compartilha uma relação antagônica com Derek, mas não fere ou ataca sua matilha. Ele treina Allison para se tornar uma caçadora, mas torna-se cauteloso quando seu pai Gerard tenta corrompe-la. Ao perceber que Gerard é o inimigo, Chris se alia a Derek e Scott para detê-lo no final da 2.ª temporada. É revelado no início da 3.ª temporada, que Chris e Allison se aposentaram da caça de lobisomens. Depois de ver uma suposta vítima de Boyd e o tumulto de Cora, ele auxilia Scott, Derek e Isaac para encontrar e capturá-los. Apesar de ter dito que se aposentou, ele começa a se envolver com os problemas do bando dos Alfa em Beacon Hills. Mais tarde, ele visita Gerard que está vivo e descobre que Alexander Argent, um membro da família, foi mordido por um Alfa em 1977, o que o levou ao suicídio. Gerard diz a Chris que o Alfa que lhe mordeu foi Deucalion.
- Gerard Argent (Michael Hogan)

Gerard é o avô de Allison, e pai de Chris, um caçador de lobisomem letal e o antagonista principal da 2.ª temporada. Ele veio à cidade para vingar a morte de sua filha Kate, declara que não há mais código e que ele vai matar todos os lobisomens em Beacon Hills, independentemente da sua inocência. Quando Gerard descobre que Scott é um lobisomem, ele chantageia para seguir suas ordens, ameaçando matar a mãe de Scott. Gerard também manipula Allison a acompanhá-lo brevemente, após a morte de sua mãe. Em "Fury", Gerard mata Matt e se torna o novo mestre do Kanima. Ele, então, intensifica como antagonista principal da temporada, ameaçando a vida de Melissa McCall novamente e sequestrar e bater em Stiles como uma mensagem para Scott. No final da 2.ª temporada, é revelado que Gerard tem câncer e planeja ser mordido por Derek e se tornar um Alfa e curar a si mesmo. Devido a um plano feito Scott e Deaton para substituir seu medicamento para o cancro com cinza de montanha, seu corpo violentamente rejeita a mordida e ele cai, mas ele desaparece, deixando seu destino desconhecido. Durante a 3.ª temporada, Gerard aperece vivo e na clandestinidade, mas continua a ter os efeitos da mordida rejeitada a partir da segunda temporada. Ele revela a Chris que um dos membros da sua família em 1977, Alexander Argent, foi mordido pelo Alfa, Deucalion. Ele também esfaqueou Deucalion nos olhos que causou, a cegueira de Deucalion.
- Katherine "Kate" Argent (Jill Wagner)

Kate a irmã caçula de Chris e tia de Allison, e a antagonista secundária da primeira temporada. Kate era mais sanguinário do que o seu irmão, e uma manipuladora comprovada, muitas vezes usando a sua sexualidade como vantagem. Ela parecia ser a mais cruel dos caçadores e, como seu pai, Gerard, teve grande prazer em ferir qualquer lobisomem que podia. Kate se envolveu com Derek Hale e teve um relacionamento romântico e sexual com ele, só para traí-lo e definir o grande incêndio na mansão da família Hale. Ela era próxima de Allison, mas não pensava em usá-la, e foi quem disse a ela sobre o mundo sobrenatural. Ela acabou sendo morta por Peter Hale como vingança pelo incêndio dos Hale.
Na quarta temporada, se descobre que ela não morreu, e sim, se transformou em um tipo de lobisomem: um were-jaguar, como os Naguals do mexicano Tezcatlipoca.
- Alexander Argent (Rick Otto)

Alexander era tio de Chris, ele foi mordido pelo Alfa, Deucalion. Ele se matou com uma arma de fogo no Motel Glen Capri na Califórnia, a fim de seguir o código do caçador na noite em que foi mordido quando estava prestes a se transformar em um lobisomem.

### Os seres humanos
- Daniel "Danny" Mahealani (Keahu Kahuanui)

Danny é o melhor amigo de Jackson e também está na equipe de lacrosse. Seu último nome é havaiano para "Lua cheia". Ele é um dos alunos do Beacon Hills High e é abertamente gay. Ele é o goleiro da equipe de lacrosse e também está na banda da escola. Danny muitas vezes tenta acalmar Jackson quando ele está zangado ou irritado. Ele também parece ser amigo de Stiles e Scott de formas indiretas. Stiles muitas vezes se pergunta em voz alta se Danny o acha atraente, e Danny geralmente ignora, mas ocasionalmente se ofereceu para dormir com Stiles brincando. Na 2.ª temporada, ele ajuda Jackson a recuperar as filmagens perdidas de sua câmera e é atacado pelo Kanima. Na 3.ª temporada, ele desenvolve um interesse romântico por Ethan, sem saber que Ethan originalmente o usou para chegar ao Scott. Embora Danny não tenha intenção, a sua relação com Ethan suaviza o lobisomem a ponto dele está disposto a conhecer Scott e Stiles.
Teen Wolf: The Hunt, um jogo de rede social inspirado na série, afirma que Danny nasceu em 29 de fevereiro e gosta de computadores e fotografia. Ele é fã de Jay-Z, Bruno Mars, e Janelle Monáe.
- Melissa McCall (Melissa Ponzio)

Melissa é cínica, mas reconfortante e amorosa mãe de Scott. Ela trabalha como enfermeira no hospital e se preocupa que esteja dando tempo ou atenção suficiente para Scott. Scott está muito apegado a sua mãe, especialmente desde que seu pai sumiu. No entanto, Melissa argumentou com um professor na 1.ª temporada que nem Scott e nem ela sentem a necessidade de uma figura masculina em casa. Na 2.ª temporada, Melissa descobre que seu filho é um lobisomem. Embora ela fica chocada num primeiro momento, ela passa a aceitar Scott pelo que ele é e o encoraja a ajudar os outros com suas habilidades. Na 3.ª temporada, ela ajuda Scott a encobrir qualquer evidência de lobisomens, mesmo quando Isaac está internado no hospital após ser atacado por lobisomens Alfa, ela tenta ajudar. Ela ainda ajuda Stiles a identificar um novo assassino em Beacon Hills, permitindo-lhe o acesso à documentos. Melissa acaba sendo uma ótima heroína da Cidade de Beacon Hills, por salvar tantas vidas com seu conhecimento do mundo sobrenatural. Depois da morte de Victoria e da ida de Rafael, Melissa se aproximou mais de Chris e os dois começaram a se relacionar.
- Xerife Noah Stilinski (Linden Ashby)

O Sheriff é pai de Stiles e o xerife de Beacon Hills. Ele é um diretor inteligente e dedicado, apesar de sua capacidade de fazer o seu trabalho é dificultado pelo seu desconhecimento das forças sobrenaturais por trás de muitos dos crimes em Beacon Hills, o que faz seu filho Stiles ter necessidade de contar a verdade a ele. Stilinski e Stiles se apoiam mutuamente e da proteção um ao outro, em parte por causa da morte da mãe de Stiles alguns anos antes do início da série. Stilinski é muito próximo de Scott e a mãe dele, Melissa. Ele sempre expressa seu amor por sua esposa falecida e em algumas vezes mostra um breve interesse romântico por Natalie Martin (a mãe de Lydia) com quem já teve um encontro, mas que não acabou bem, graças aos acontecimentos sobrenaturais que rodeiam a vida do xerife.
- Bobby Finstock (Orny Adams)

Treinador Finstock é o treinador excêntrico e sarcástico do time de lacrosse da escola, ele também funciona como um professor de economia. Finstock pressiona os jogadores a fazer o seu melhor, visando Scott e Stiles com frequência. Embora ele empurra o time ao seu limite, ele incentiva o trabalho em equipe e é os apoia de todo o coração por meio de jogos. Ele freqüentemente expressa hostilidade em direção a um personagem fora da série com o nome "Greenberg" e faz piadas sobre seus testículos. Ele usa citações de seu filme favorito, "Independence Day", como uma forma de motivar seus jogadores. Mesmo não sabendo dos acontecimentos sobrenaturais de Beacon Hills, o Treinador já ajudou diversas vezes Scott e seu "Bando" a salvar vidas inocentes.
- Adrian Harris (Adam Fristoe)

Adrian foi o professor de química do Beacon Hills High School. Ele normalmente pressiona Scott na sala de aula quando Scott não presta atenção, e dá insultos indiretos para Stiles. Ele era duro com os alunos, questionando-os muitas vezes. Ele foi questionado pelo Sheriff Stilinski na 1.ª temporada, em relação aos eventos que ocorrem assassinos, que, posteriormente, revela que há seis anos, ele deu informações a uma mulher sobre como deixar uma casa em chamas e fazer com que pareça que não foi um ato de incêndio depois que ele ficou bêbado; e que a única coisa marcante dessa mulher foi um colar com um lobo uivando que a mulher misteriosa usava no pescoço. Ele também revela que poucos dias depois que ele deu esta informação, uma casa pegou fogo e foi queimada (o assassinato da família Hale), é revelado depois que a mulher misteriosa na realidade é Kate Argent; e o colar foi o mesmo que Kate deu à única sobrinha Allison Argent como presente. Na 2.ª Temporada, Harris foi questionado se era o mestre do Kanima, mas foi inocentado por Stiles e Scott. Durante a 3.ª Temporada, ele foi assassinado pelo Darach, que ele conhece e também sobre os motivos dessa pessoa.
- Matthew "Matt" Daehler (Stephen Lunsford)

Matt era um adolescente com um olho para a fotografia que tinha afetos românticos extremos por Allison e também um dos principais antagonistas da 2.ª temporada. Ele provou ser o primeiro mestre do Kanima. Matt usou o Kanima para se vingar da equipe de natação de 2006 e matar toda a equipe, em 2006, com nove anos de idade, Matt tinha ido para a casa de Isaac para fazer o seu comércio de histórias em quadrinhos de super-heróis com ele. A equipe de natação de que o tempo estava tendo uma festa na piscina, e Matt foi jogado na piscina, apesar de gritar que ele não sabia nadar, resultando que ele quase se afogasse. Ele usou o Kanima para assassinar todas as pessoas que estiveram envolvidas no incidente. Matt leva Scott, Stiles, Sheriff Stilinski e Melissa como refém, mas Gerard o mata por afogamento, usando esta oportunidade para se tornar o novo "dono" do Kanima.
- Mr. Lahey (John Wesley Shipp)

Mr. Lahey era o proprietário do cemitério de Beacon Hills e o treinador de natação de Beacon Hills High, em 2006. Ele era abusivo para seu filho, Isaac, torturá-o por muitas vezes prendo-lhe no congelador do porão. Na estreia da segunda temporada, ele faz o divertimento de Isaac, quando interrogado pelo Sheriff Stilinski, e também ataca Isaac durante o jantar. Mais tarde, ele é assassinado pelo Kanima, que define Isaac na busca para se tornar parte do bando de Derek e obter a confiança e poder que lhe faltava.
- Danielle (Shantal Rhodes)

Danielle é amiga de Heather. No episódio "Alpha Pact" (em S3E11), está na sala da psicóloga, quando Lydia e Stiles aparecem buscando pela psicóloga que está atrasada, e Stiles conclui que a professora Marin Morrell está provavelmente desaparecida. Ela vê os desenhos de árvore que Lydia fez na pasta que a psicóloga fez sobre Lydia, e elogia o desenho falando que ficou bom, até que Stiles percebe que o desenho é idêntico aos que Lydia já fez antes durante as aulas, o que faz ela se assustar com a sequência de desenhos idênticos no caderno de rascunhos de Lydia, e sair da sala da psicóloga, afirmando que os problemas de Lydia e Stiles são provavelmente maiores que os dela. isso faz com que Stiles consiga descobrir que o desenho que Lydia estava fazendo, é na realidade a representação das raízes do Nemeton cortadas.
- Braeden (Meagan Tandy)

A mercenária Braeden que salvou Isaac, dos gêmeos (Ethan e Aiden), ajudou Scott e os amigos dele para ir a igreja abandonada em La Inglesia no Mexico. Na 4ª temporada, torna-se interesse amoroso de Derek Hale. É revelado que antes de virar mercenária, ela trabalhava como Marechal da Marinha dos Estados Unidos, que foi forçada a sair do seu emprego como uma agente federal estadunidense devido a sua obsessão em capturar a were-coyote e assassina profissional Corinne (mais conhecida pelo nome código de: The Desert Wolf). Durante a 5ª temporada, se alia com a were-coyote Malia Tate (filha biológica de Corinne), para conseguir reunir informações e capturar ela.
- Heather (Caitlin Custer)

Heather era uma amiga de infância de Stiles, que foi morta pelo Darach.
- Caitlin (Zelda Williams)

Caitlin é lésbica, talvez bissexual, pois quando estava sobre efeito de álcool na festa de halloween da "casa" do Derek, beijou o Stiles.
- Emily (Lauren McKnight)

Emily era uma lésbica que foi morta pelo Darach, namorada de Caitlin ainda virgem.
- Paige Krasikeva (Madison McLaughlin)

Paige foi o primeiro interesse amoroso de Derek. Como um favor para Derek e precisando de um novo membro para sua matilha, Ennis deu a Paige "a mordida". Seu corpo rejeitou e começou causando-lhe dor extrema. Derek, incapaz de vê-la com tanta dor, infelizmente quebrou sua espinha para acabar com seu sofrimento. Isso fez com que os seus olhos de lobisomem mudassem de amarelo para azul como um sinal de que ele tinha tirado uma vida inocente.
- Tara Graeme (Mieko Hillman)

Tara foi Vice-Xerife, ela costumava ser professora do ensino médio, e foi morta pelo Darach.

### Druidas
- Alan Deaton (Seth Gilliam)

Alan é o misterioso veterinário do Beacon Hills Animal Hospital e empregador de Scott. O veterinário sabe mais do que deixa transparecer e, mais tarde, revela que, além de trabalhar com animais, ele também trabalha com lobisomens e outras criaturas sobrenaturais, curando-os quando eles estão feridos. Ele tem um vasto conhecimento sobrenatural e ajuda Scott, Stiles, Derek e seu bando na 2.ª temporada. Dr. Alan também revela a Derek que ele tinha sido um conselheiro de confiança e ajudante para a família Hale por um longo tempo e que ele fez uma promessa à mãe de Derek que ele iria ajudar Derek e cuidar dele se ela morresse. Está implícito que o Dr. Alan é um investigador sobrenatural, e tem habilidades incomuns ainda não reveladas, como ele não tenta se mover quando ameaçado, ou tornar-se ferido, mesmo quando o mobiliário é jogado nele. É sugerido na 2.ª temporada que Deaton tem conhecimento sobre o bando de Alfa e foi o primeiro a saber que eles estavam a caminho de Beacon Hills. Na 3.ª temporada Alan desempenha um papel muito maior do que ele fez nas outras temporadas. Ele ajuda Isaac lembrar onde Boyd e Erica estão e também ajuda Stiles e Lydia a investigar um aparentemente novo inimigo chamado de Darach. Ele também é forçado a ajudar o bando de Alfa a curar um deles, depois que eles ameaçaram matar Scott. Ele parece ter um passado obscuro, que o levou a ir para a reforma. É também revelado que ele é o irmão mais velho do Marin Morrell. Descobriu-se que ele e sua irmã são os dois emissários, ou modernos druidas, que funcionam como conselheiros para os Packs e embaixadores entre eles e a humanidade. Dr. Alan cumpriu esse papel para o bando dos Hale, e foi especialmente próximo à mãe de Derek, Talia Hale, quando era o lobisomem Alfa dos Hale.
- Marin Morrell (Bianca Lawson)

Marin Morrell é a orientadora misteriosa e professora de francês em Beacon Hills High School. Ela é a irmã mais nova do Dr. Alan Deaton. Ao longo da segunda temporada, ela aconselhou tanto Stiles e Lydia através de vários traumas, e ajudou Allison a traduzir uma página no bestiário em latim antigo da família de caçadores Argent que falava sobre o kanima. No final da 2.ª temporada, ela convence Dr. Deaton a se envolver mais nos acontecimentos sobrenaturais de Beacon Hills, visando proteger Scott e seus amigos. É revelado no início da 3.ª temporada que ela está de alguma forma envolvida com Deucalion, o líder do bando dos Alfa. Foi descoberto mais tarde que essa relação é que ela é o emissário druida para o bando dos Alfa.
- Jennifer Blake (Haley Webb)

Jennifer Blake é a nova professora de Inglês do Beacon Hills High School. Durante o seu primeiro dia na escola, ela enviou uma mensagem de texto para os celulares de todos alunos (incluindo para Scott, Allison, Stiles e Lydia), com o último trecho do livro "Heart of Darkness" (escrito por Joseph Conrad) e afirmava esse seria o primeiro livro que eles trabalhariam durante o semestre, e que aquela seria a última mensagem que os alunos receberiam nos celulares ao pedir gentilmente que desligassem os celulares. Derek passou a gostar de Jennifer depois de salvá-la de Boyd e Cora. Quando Derek procura sua ajuda, depois de ter sido ferido pelo bando dos Alfa, ela o leva para seu esconderijo e tenta ajudá-lo a se curar. Jennifer e Derek se beijam e passam a noite juntos, o que ajuda Derek a se curar mais rapido. No episódio "The Girl Who Knew Too Much",  é revelado que Jennifer é o Darach, e é responsável pelos sacrifícios em massa em Beacon Hills; e também é Jennifer a responsável por revelar que Lydia Martin é na realidade uma banshee. No episódio "The Overlooked", é revelado que ela envenenou Cora Hale com visco e que era a emissária de Kali. Kali tentou matá-la, como parte de matar o seu bando inteiro, a fim de se juntar ao bando dos Alfa. Ela mal era capaz de sobreviver, e por sua vez abriga um ódio para o bando dos Alfa. É por isso que ela sacrificou virgens, guerreiros, curandeiros, filósofos e guardiões em representação ao Nó celta de 5 voltas, a fim de emprestar seu poder e acabar com eles de uma vez por todas. No final da primeira parte da 3ª temporada, ela tem a garganta cortada por Peter Hale, enquanto tenta chegar ao Nemeton.